# Indoarische Sprachen
Die indoarischen Sprachen bilden eine Unterfamilie des indoiranischen Zweigs der indogermanischen Sprachfamilie. Die insgesamt über hundert heute gesprochenen indoarischen Sprachen haben rund eine Milliarde Sprecher vorwiegend in Nord- und Zentralindien, in Pakistan, Bangladesch, Nepal, auf Sri Lanka und den Malediven. Zu den wichtigsten indoarischen Sprachen gehören Hindi-Urdu, Bengali und die klassische Sprache Sanskrit. Auch das von den Roma in Europa gesprochene Romanes zählt zu den indoarischen Sprachen. Mit den vor allem in Südindien gesprochenen dravidischen Sprachen sind die indoarischen Sprachen nicht verwandt, doch haben sie durch jahrtausendelangen Sprachkontakt zahlreiche gemeinsame Merkmale entwickelt.

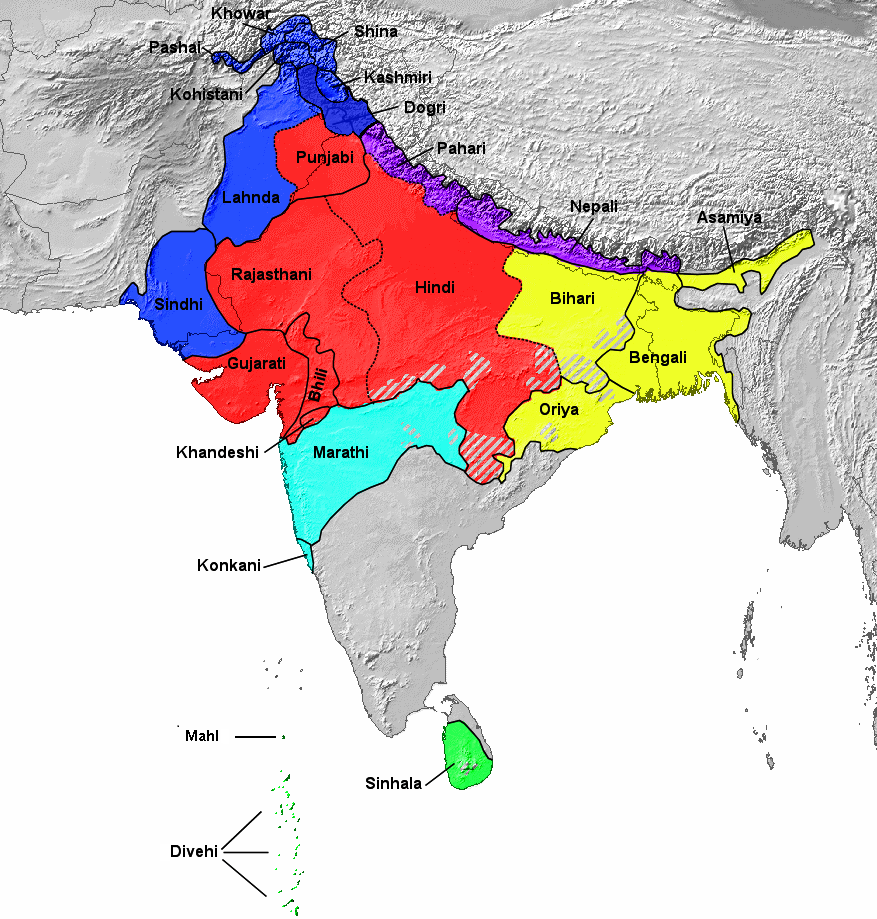
Verbreitungsgebiet einiger indoarischer Sprachen

## Beziehungen zu anderen Sprachen

### Indogermanische Sprachfamilie
Die indoarischen Sprachen bilden einen Unterzweig der indogermanischen Sprachfamilie, zu der auch die Mehrzahl der in Europa gesprochenen Sprachen gehört. Andere Zweige der indogermanischen Sprachfamilie sind etwa das Griechische, die romanischen, slawischen oder germanischen Sprachen. Somit sind die indoarischen Sprachen – wenn auch entfernte – Verwandte des Deutschen. Spuren dieser Verwandtschaft lassen sich bei den modernen Sprachen nur noch an einigen wenigen Wörtern auf den ersten Blick erkennen: So lautet das bengalische Wort für „Name“ nām, das Hindi-Wort für „neu“ ist nayā und die „Kuh“ heißt auf Marathi gau. In anderen Fällen wie Englisch wheel und Nepali cakkā (beides bedeutet „Rad“) ist der gemeinsame Ursprung, wenngleich vorhanden, nur durch komplizierte Etymologien nachvollziehbar. Für einen Großteil des Wortschatzes und insbesondere der Grammatik der modernen indoarischen Sprachen lässt sich indes gar keine Entsprechung in den heutigen europäischen Sprachen finden. Zwischen im Altertum gesprochenen Sprachen wie dem Sanskrit und dem Lateinischen oder Altgriechischen sind die Übereinstimmungen hingegen weitaus größer, sowohl was den Wortschatz als auch die Morphologie angeht. Man vergleiche hierzu Formen wie Sanskrit dantam und Latein dentem „den Zahn“ oder Sanskrit abharan und Altgriechisch epheron „sie trugen“.
Die Erkenntnis der Verwandtschaft des Sanskrit mit den Sprachen Europas war maßgeblich für die Entwicklung der vergleichenden Sprachwissenschaft. Der Engländer William Jones hatte während seiner Richtertätigkeit in Kalkutta Sanskrit gelernt und postulierte 1786 als erster die Verwandtschaft des Sanskrit mit dem Griechischen, Lateinischen, Gotischen und Keltischen. Auf dieser Grundlage begründete der deutsche Sprachwissenschaftler Franz Bopp (1791–1867) die historisch-vergleichende Disziplin der Indogermanistik. Dass die modernen indoarischen Sprachen mit Sanskrit verwandt sind, erkannte man erst später, schoss nun aber gewissermaßen über das Ziel hinaus und hielt auch die dravidischen Sprachen für Abkömmlinge des Sanskrit. Erst Robert Caldwell erkannte 1856 die Eigenständigkeit der dravidischen Sprachfamilie.

### Indoiranischer Sprachzweig
Innerhalb der indogermanischen Sprachfamilie stehen die indoarischen Sprachen den iranischen Sprachen, zu denen unter anderem Persisch, Kurdisch und Paschtunisch gehören, nahe, welche von einigen Linguisten auch als iranoarische Sprachen bezeichnet werden. Auch hier zeigt sich die Verwandtschaft bei den ältesten Sprachformen am deutlichsten: Im Altpersischen, der Sprache der achämenidischen Großkönige, und dem Sanskrit sind viele Wörter wie daiva und deva „Gott“, būmi und bhūmi „Erde“ oder aspa und aśva „Pferd“ nahezu formengleich, während die modernen Sprachen sich auseinanderentwickelt haben. Man fasst die indoarischen und iranischen Sprachen unter dem Zweig der indoiranischen Sprachen zusammen. Zu diesen gehört außerdem als separater Unterzweig noch die zahlenmäßig kleine Gruppe der in Afghanistan und Pakistan gesprochenen Nuristani-Sprachen. Die Stellung der ebenfalls im äußersten Nordwesten des Subkontinents verbreiteten dardischen Sprachen innerhalb des Indoiranischen ist unsicher. Während man sie früher entweder mit den Nuristani-Sprachen zusammenfasste oder als eigenständigen Zweig ansah, hält man sie heute für eine Untergruppe der indoarischen Sprachen.

### Südasiatischer Sprachbund

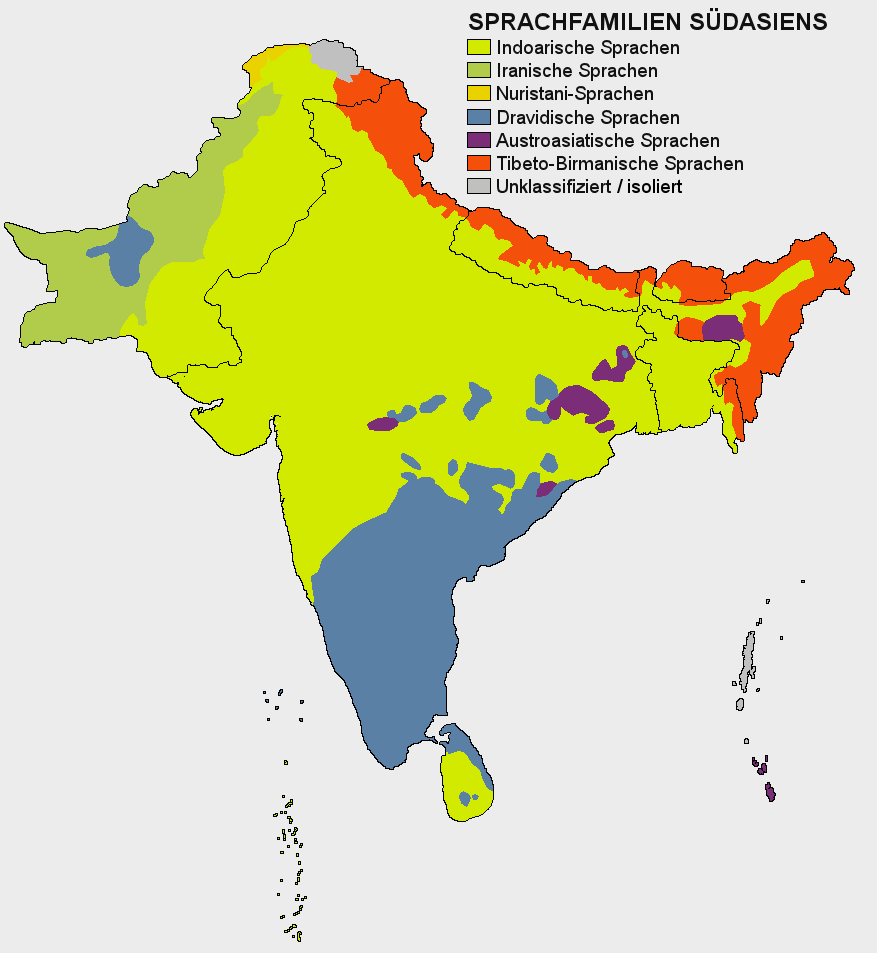
Die indoarischen Sprachen im Kontext der Sprachfamilien Südasiens

Die indoarischen Sprachen teilen sich den indischen Subkontinent mit drei anderen Sprachfamilien: den hauptsächlich in Südindien verbreiteten dravidischen Sprachen (deren wichtigste Vertreter Telugu, Tamil, Kannada und Malayalam sind), der kleineren Gruppe der in Mittelindien verstreuten Munda-Sprachen (einem Zweig der austroasiatischen Sprachen) und den tibeto-birmanischen Sprachen (einem Zweig der sinotibetischen Sprachen) am Nord- und Ostrand des Subkontinents. Mit diesen Sprachfamilien sind die indoarischen Sprachen nicht genetisch verwandt, doch haben sie sich durch jahrtausendelangen Sprachkontakt in Wortschatz, Morphologie und Phonetik (besonders charakteristisch etwa das Vorhandensein von retroflexen Konsonanten) gegenseitig stark beeinflusst. Aufgrund der zahlreichen gemeinsamen Merkmale kann man diese Sprachen zu einem südasiatischen Sprachbund zusammenfassen. Vor allem die Wechselwirkung zwischen den indoarischen und dravidischen Sprachen ist beachtlich gewesen, wobei die dravidischen Sprachen in großem Maße Wörter aus dem Sanskrit übernommen haben, während sie selbst einen starken strukturellen Einfluss auf die Phonetik und Syntax der indoarischen Sprachen ausgeübt haben.

## Sprachgeschichte
Die indoarischen Sprachen können auf eine Sprachgeschichte von fast vier Jahrtausenden zurückblicken. Man teilt sie in drei historische Stufen ein: altindoarisch (Vedisch, klassisches Sanskrit), mittelindoarisch (Prakrit, Pali, Apabhramsha) und neuindoarisch, die seit etwa 1000 n. Chr. bis heute gesprochenen indoarischen Sprachen.

### Vorgeschichte
Als Mitglieder der indogermanischen Sprachfamilie stammen die indoarischen Sprachen von einer angenommenen indogermanischen Ursprache oder auch Proto-Indoeuropäischen (PIE) ab, die wohl im 4. oder 3. Jahrtausend v. Chr. in den Steppen Südrusslands gesprochen wurde. Von der indogermanischen Urbevölkerung spaltete sich eine Gruppe ab, die sich selbst als „Arier“ (ārya) bezeichnete und die eine Vorstufe der indoiranischen Sprachen sprach. Nachdem sie sich vermutlich eine Zeit lang in Baktrien aufgehalten hatte, teilte sie sich um 2000 v. Chr. in einen iranischen und indoarischen Zweig auf. Die Iraner ließen sich im Nord- und West-Iran nieder, die Indoarier wanderten wohl um 1500 v. Chr. in mehreren Wellen auf den indischen Subkontinent ein. Der älteste sprachliche Hinweis auf die Indoarier stammt indes aus dem hurritischen Mitanni-Reich im Norden Mesopotamiens und Nordosten Syriens. Im 16.–13. Jahrhundert v. Chr. sind einige der Thronnamen der mitannischen Könige vermutlich indoarisch. Götter wie din-da-ra (mit Indra gleichgesetzt) und dmi-it-ra-aš (mit Mitra gleichgesetzt) werden in einem Vertragstext erwähnt. In einem Lehrbuch der Pferdehaltung, das der Mitannier Kikkuli im 15. Jahrhundert v. Chr. in hethitischer Sprache verfasste, finden sich einige aus dem Indoarischen entlehnte Fachbegriffe. Diese frühindoarischen Sprachspuren im Westen Vorderasiens verschwanden nach dem Untergang des Mitanni-Reichs wieder.

### Altindoarische Sprachen
Die altindoarische Phase beginnt mit der Einwanderung der Indoarier nach Indien im 2. Jahrtausend v. Chr. Diese fand wohl in mehreren Wellen über einen längeren Zeitraum statt. Nach und nach breiteten sich die Indoarier in Nordindien aus und verdrängten dort die Sprachen der Urbevölkerung, nicht jedoch ohne von deren Substratwirkung beeinflusst worden zu sein. Vieles spricht dafür, dass die dravidischen und Munda-Sprachen einst in einem weit größeren Gebiet gesprochen wurden, bevor sie durch die indoarische Expansion nach Südindien bzw. in die unwegsamen Berg- und Waldgegenden Zentralindiens zurückgedrängt wurden. Die in Indien populäre Sichtweise, die Indoarier seien in Indien autochthon gewesen und hätten dort bereits die Indus-Kultur begründet, ist aus wissenschaftlicher Sicht zu bezweifeln.
Als Altindoarisch oder Altindisch fasst man das Vedische und das klassische Sanskrit zusammen. Das Vedische, die Sprache der Veda-Schriften, ist die frühest überlieferte indoarische Sprachform. Die Datierung der lange Zeit nur mündlich überlieferten Texte ist unsicher, die ältesten Hymnen des Rigveda dürften aber kurz nach der Einwanderung der Indoarier nach Indien Mitte des 2. Jahrtausends v. Chr. entstanden sein. Das Vedische stellt eine archaische Form des Sanskrit mit einem größeren grammatikalischen Formenreichtum und einigen Unterschieden in Phonologie und Wortschatz dar. Die Unterschiede zum klassischen Sanskrit entsprechen etwa denen zwischen der Sprache Homers und dem klassischen Altgriechischen. Die Sprache der Brahmanas und Sutras ist eine Zwischenstufe zwischen Vedisch und klassischem Sanskrit.
Um das Verständnis und die fehlerfreie Rezitation der heiligen Texte sicherzustellen, entwickelte sich in Indien früh die Wissenschaft der Phonetik und Grammatik. Diese fand im Werk des Panini ihre Vollendung. Um 300 v. Chr. kodifizierte dieser in seiner Grammatik die Sprache der gebildeten Oberschicht. Das einfache Volk sprach zu dieser Zeit bereits mittelindoarische Idiome. So steht die Bezeichnung „Sanskrit“ (saṃskr̥ta „zurechtgemacht, kultiviert“) auch im Gegensatz zum Begriff „Prakrit“ (prākr̥ta „natürlich“), mit dem man die mittelindoarischen Sprachen zusammenfasst. Paninis Grammatik wurde normativ für das klassische Sanskrit. Somit wurde Sanskrit als Literatursprache in einem archaischen Stadium konserviert und existierte, ähnlich wie Latein im mittelalterlichen Europa, über einen langen Zeitraum parallel zu den mittelindoarischen Sprachen als Sprache der Religion und Gelehrsamkeit. Diese Stellung hat das Sanskrit in abgeschwächter Form bis heute behalten können. Die indische Verfassung erkennt Sanskrit sogar als eine von 22 Nationalsprachen an.
Die Blütezeit der Sanskrit-Literatur fällt in die Mitte des 1. Jahrtausends n. Chr. Das bedeutet, dass etwa ein Dichter wie Kalidasa, der wohl im 5. Jahrhundert lebte, seine Werke zu einer Zeit schrieb, als Sanskrit längst keine gesprochene Sprache mehr war, und sich an die Regeln eines Grammatikers hielt, der 700 Jahre vor ihm gelebt hatte. Anders als die Laut- und Formenlehre war die Syntax aber durch Panini kaum reglementiert und konnte daher unter dem Einfluss der mittelindoarischen Sprachen Eigenarten entwickeln, die in den frühen Stufen des Altindoarischen unbekannt waren. Charakteristisch für das klassische Sanskrit sind die Bevorzugung von Passivkonstruktionen und die Bildung riesiger Komposita mit bis zu 20 Bestandteilen.

### Mittelindoarische Sprachen
Die mittelindoarischen Sprachen entstanden schon ab etwa 600 v. Chr. aus dem Altindoarischen. Da die gesprochenen Formen des Altindoarischen keineswegs einheitlich waren, ist die oft geäußerte Aussage, bestimmte mittelindoarische Sprachen seien „aus dem Sanskrit entstanden“ irreführend. Kennzeichnend für die Entwicklung vom Alt- zum Mittelindoarischen ist eine Vereinfachung der Formenlehre und der lautlichen Gestalt der Wörter (z. B. Sanskrit trividya zu Pali tevijja). Es sind mehrere mittelindoarische Idiome überliefert, für die man oft den Oberbegriff „Prakrit“ verwendet. Die ältesten Sprachzeugnisse des Mittelindoarischen und zugleich die ältesten Schriftdenkmäler Indiens sind die in einer Reihe regionaler Dialekte abgefassten Edikte Kaiser Ashokas aus dem 3. Jahrhundert v. Chr. Sie sind in Steininschriften in der Brahmi-Schrift aus verschiedenen Teilen Indiens überliefert. Die reformerischen Religionen des Buddhismus und Jainismus bevorzugten für ihre Schriften Prakrit. Auch in der Kunstdichtung kamen stilisierte Formen der Prakrits zum Einsatz, teils parallel zum Sanskrit. Das klassische Sanskrit-Drama etwa ist mehrsprachig: Die Protagonisten sprechen Sanskrit, Frauen Sauraseni-Prakrit, komische Charaktere Magadhi-Prakrit und die lyrischen Lieder sind in Maharashtri-Prakrit verfasst.
Die mittelindoarischen Sprachen lassen sich in drei Phasen einteilen. Die früheste Phase verkörpert Pali, als Sprache des Hinayana-Kanons und zahlreicher anderer buddhistischer Literatur die wichtigste mittelindoarische Literatursprache. In buddhistischen Ländern wie Sri Lanka, Burma und Thailand gilt Pali als klassische Sprache. Die späteren Prakrits werden in einen westlichen und östlichen Zweig unterteilt. Die Hauptform des westlichen Prakrit, Sauraseni, war im Gebiet der Flüsse Ganges und Yamuna verbreitet. Es war zudem das Standard-Prakrit des Dramas und die Sprache einiger Jaina-Texte. Zum östlichen Prakrit gehörte Magadhi, die Sprache des Landes Magadha im heutigen Bihar. Es wurde auch zur Charakterisierung niedriger Klassen in Sanskrit-Dramen verwendet. Geografisch wie sprachlich nahm das in Kosala (heute östliches Uttar Pradesh) gesprochene Ardhamagadhi („Halb-Magadhi“) eine Zwischenstellung ein. In Ardhamagadhi ist der frühe Jaina-Kanon abgefasst. Mit ihm verwandt war Maharashtri, der Vorläufer des heutigen Marathi. Es wurde vor allem als Sprache der Poesie verwendet, so auch für die Lieder der Sanskrit-Dramen. Phonologisch stellt es den fortschrittlichsten Dialekt der mittleren Phase dar. Außerhalb Indiens ist das Niya-Prakrit in Handschriften aus dem 3.–7. Jahrhundert als Verwaltungssprache indoarischer Gruppen im heutigen Ostturkestan belegt. Mit ihm verwandt ist das etwas ältere Gandhari, die Sprache indoarischer Khotan-Manuskripte aus dem 1. Jahrhundert.
Um die Mitte des 1. Jahrtausends bildete sich die nächste Stufe des Mittelindoarischen heraus, die man Apabhramsha (apabhraṃśa „verdorbene Sprache“) nennt. Der Begriff wird generalisierend für alle indoarischen Dialekte der späten mittelindoarischen Phase verwendet. Das Apabhramsha ist grammatikalisch noch weiter vereinfacht als die Prakrits und stellt bereits eine Übergangssprache zum Neuindoarischen dar. Die wichtigste Literatursprache dieser Periode war das Nagara-Apabhramsha, daneben existierten mehrere regionale Apabhramshas, die bereits Vorläufer der heutigen indoarischen Sprachen darstellen.
Singhalesisch stellt einen Sonderfall dar, da die Singhalesen schon um 500 v. Chr. wohl aus Gujarat nach Sri Lanka einwanderten und ihre Sprache sich, von den übrigen indoarischen Sprachen isoliert, auf eigenen Wegen entwickelt hat. Ab dem 1. Jahrhundert v. Chr. ist ein singhalesisches Prakrit in Inschriften überliefert. Die singhalesische Entsprechung zur Apabhramsha-Phase ist Elu.

### Neuindoarische Sprachen

Verbreitung indoarischer Sprachen auf dem Indischen Subkontinent:

Der Übergang vom Mittel- zum Neuindoarischen fand etwa 900–1100 n. Chr. statt. Diese Phase ist schlecht dokumentiert, die ersten Texte in neuindoarischen Sprachen treten erst recht spät auf: Aus dem 12. Jahrhundert sind eine kurze Inschrift in Marathi und eine Glosse in Bengali überliefert. Das älteste literarische Werk in Marathi entstand 1290, in Gujarati 1394 und in Urdu um das Jahr 1400.
In den neuindoarischen Sprachen wird die grammatikalische Entwicklung, die sich bereits in der mittelindoarischen Phase abzeichnete, zu Ende geführt. Vom alten flektierenden Sprachbau sind nur noch Rudimente vorhanden, stattdessen setzt sich die analytische Struktur durch und einzelne Sprachen entwickeln periphrastische und agglutinierende Formen. Dabei sind die westlichen Sprachen generell konservativer als die östlichen, besonders viele archaische Elemente haben die dardischen Sprachen erhalten. Vor allem im Bereich des Wortschatzes hinterließen die Herrschaft der muslimischen Sultane von Delhi und Moguln, die Persisch als Hofsprache verwendeten, und die britische Kolonialzeit Spuren in den indoarischen Sprachen.

## Geografische Verbreitung

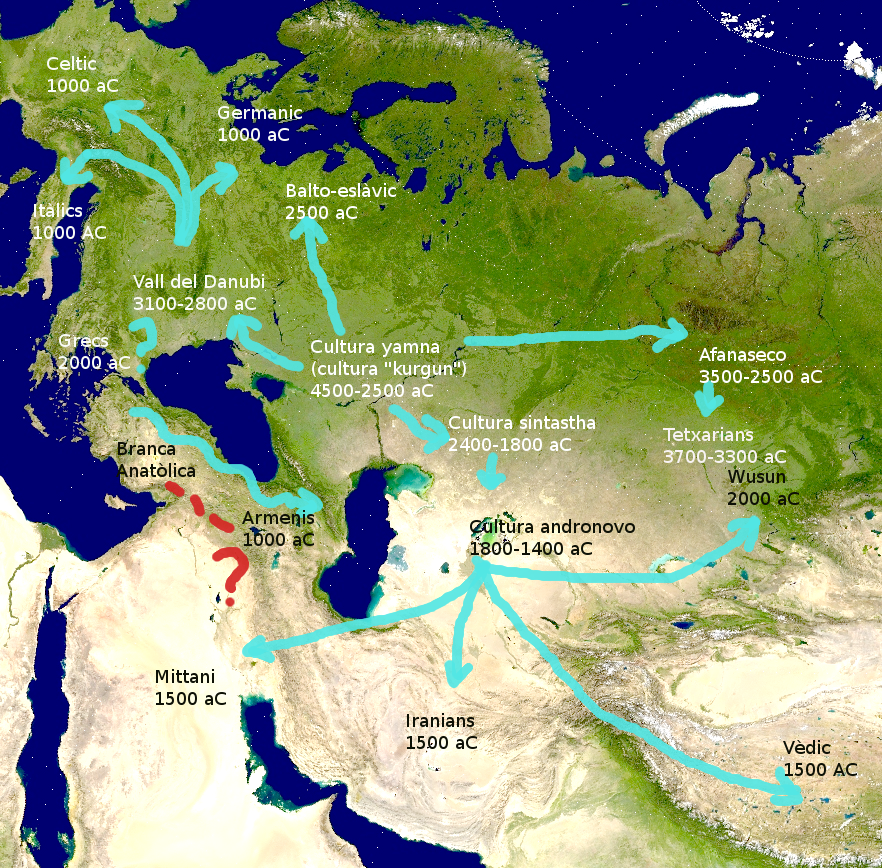
Vermutete indoarische Migration mit entsprechender zeitlicher Zuordnung, beginnend 4500 v. Chr.

Das Hauptverbreitungsgebiet der heutigen indoarischen Sprachen umfasst den nördlichen Teil des indischen Subkontinents etwa vom Indus im Westen bis nach Assam im Osten sowie vom Himalaya im Norden bis etwa zum 18. Breitengrad im Süden. Die indoarischen Sprachen sind die größte Sprachfamilie Südasiens. 15 von 22 offiziellen Sprachen Indiens sind indoarisch, drei von vier Indern sprechen eine indoarische Sprache als Muttersprache. Auch in Pakistan, Bangladesch, Nepal, Sri Lanka und auf den Malediven ist jeweils eine indoarische Sprache Amtssprache.

### Zentralindien

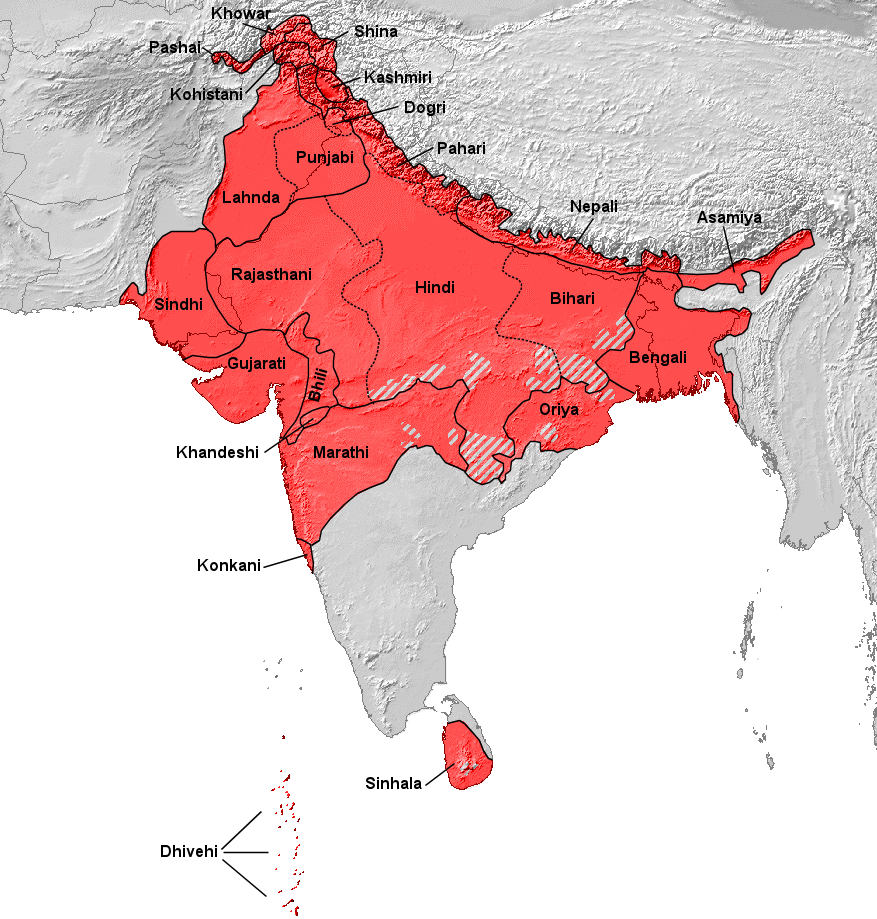
Verbreitungsgebiete der wichtigsten indoarischen Sprachen

Die offizielle Nationalsprache Indiens ist Hindi. Die Anzahl der Muttersprachler hängt davon ab, in welchem Umfang man benachbarte verwandte Sprachen bzw. Dialekte zum Hindi dazurechnet oder als selbstständige Sprachen betrachtet. Im engeren Sinne hat Hindi über 200 Millionen Muttersprachler, legt man die erweiterte politische Definition der indischen Regierung zugrunde (s. u.), sind es 420 Millionen. Mit Zweitsprachlern wird Hindi von 500 Millionen Indern gesprochen, diese Zahl nimmt ständig zu. Die Hindi-Standardsprache beruht auf dem Hindustani, einer überregionalen Verkehrssprache auf Grundlage des Khari Boli, dem Dialekt von Delhi und Umgebung. Es dient in den nordindischen Bundesstaaten Uttar Pradesh, Bihar, Jharkhand, Chhattisgarh, Madhya Pradesh, Rajasthan, Haryana, Uttarakhand und Himachal Pradesh sowie im Unionsterritorium Delhi als Amtssprache und wird von der Bevölkerung als Schriftsprache verwendet. In diesem zentralindischen Gebiet wird eine Reihe von nah verwandten, teils auch als Hindi-Dialekte klassifizierten Regionalsprachen gesprochen. Diese unterteilen sich in zwei Gruppen, „West-Hindi“ oder west-zentralindisch (Haryani, Braj-Kanauji, Bundeli) und „Ost-Hindi“ oder ost-zentralindisch (Awadhi, Bagheli, Chhattisgarhi).
Aus politischen Gründen klassifiziert die indische Regierung eine Reihe weiterer Sprachen, die aus sprachwissenschaftlicher Sicht eigenständig sind, zu verschiedenen Untergruppen des Indoarischen gehören und teils sogar eine eigene Schriftsprache haben, als „Hindi-Dialekte“ Dies sind die Sprachen der ostindischen Bihari-Gruppe (mit Bhojpuri, Maithili und Magahi), die westindischen Rajasthani-Sprachen sowie im Norden die Gruppe der am Rand des Himalaya gesprochenen nordindischen Pahari-Sprachen. Diese Definition ist nicht linguistisch, sondern ausschließlich politisch motiviert. Ziel ist es, das Hindi zu einer wirklichen Nationalsprache auszudehnen. Allerdings beeinflusst Hindi als Medien- und Prestigesprache im zunehmenden Maße andere indoarische Sprachen.
Urdu, die Sprache der indischen und pakistanischen Muslime, und Hindi sind im Bereich der Alltagssprache nahezu identisch; sie beruhen beide auf dem Hindustani und sind nicht einmal unterschiedliche Dialekte. Die Schriftsprache des Urdu unterscheidet sich aber durch einen hohen Anteil von Wörtern persisch-arabischer Herkunft und die Verwendung der arabischen Schrift. Trotz 65 Millionen Sprechern (mit Zweitsprechern 105 Mio.) ist Urdu eine Sprache ohne territoriale Basis. Einen Großteil ihrer Sprecher macht die muslimische Stadtbevölkerung Nordindiens aus, daneben ist auch in südindischen Städten wie Hyderabad ein als Dakhini bekannter Urdu-Dialekt verbreitet. In Pakistan wird Urdu nur von einem kleinen Teil der Bevölkerung als Muttersprache gesprochen (etwa 10 Mio.). Sie besteht aus Nachkommen eingewanderter nordindischer Muslime, die sich über das ganze Land verbreiteten, wirtschaftlich wie politisch sehr aktiv sind und fast ausschließlich in den Städten leben. Das Urdu etablierte sich bald als überregionale Verkehrs- und Bildungssprache und ist in Pakistan offizielle Nationalsprache, weshalb auch die Anzahl der Urdu-Sprecher stetig zunimmt.

### Osten
Zu den ostindischen Sprachen wird die oben schon erwähnte Bihari-Gruppe (insgesamt 65 Mio. Sprecher) mit den Hauptsprachen Bhojpuri, Maithili und Magahi gerechnet, die in Bihar zwischen den zentralindischen Idiomen und dem Bengali gesprochen werden. Bengali (mit 210 Millionen Sprechern die zweitgrößte indoarische Sprache) ist die Sprache der indischen Bundesstaaten Westbengalen und Tripura sowie von Bangladesch. Einige der Bengali-Varietäten (Chittagong, Sylhetti und Rajbangsi) werden auch als eigenständige Sprachen klassifiziert. Nordöstlich anschließend wird Asamiya im Bundesstaat Assam von 15 Millionen Sprechern gesprochen.
Die Sprache des an der Ostküste Indiens gelegenen Bundesstaates Orissa ist Oriya, das von 32 Millionen Menschen gesprochen wird. In den Wald- und Berggegenden Zentralindiens werden neben den nichtindoarischen Sprachen der Adivasi-Stammesbevölkerung Bhatri und Halbi, zwei indoarische Übergangsdialekte gesprochen.

### Süden und Westen
Marathi ist im nordwestlichen Dekkan im Bundesstaat Maharashtra verbreitet und hat insgesamt 80 Millionen Sprecher. Nah verwandt mit Marathi ist Konkani (8 Millionen Sprecher), das Amtssprache in Goa ist und außerdem im äußersten Süden Maharashtras sowie an der Küste von Karnataka und Kerala gesprochen wird.
In den Stammesgebieten von Nord-Maharashtra, Ost-Gujarat und Süd-Rajasthan spricht man Bhili und Khandeshi, zwei indoarische Sprachen, die früher als Gujarati-Dialekte betrachtet wurden. Das sich westlich anschließende Gujarati hat 45 Millionen Sprecher und wird im Bundesstaat Gujarat sowie von einem Teil der Bevölkerung Mumbais (Bombays) gesprochen. Nördlich schließen sich die Sprachen Rajasthans an, die sog. Rajasthani-Gruppe mit den Sprachen Marwari (15 Mio.), Malvi, Bagri, Lambardi und Nimadi, jeweils 1 bis 2 Mio. Sprecher.
Das Sprachgebiet des Sindhi (22 Mio. Sprecher) beginnt im Westen Gujarats und setzt sich jenseits der pakistanischen Grenze in der Provinz Sindh am Unterlauf des Indus fort. Mit dem Sindhi eng verwandt ist die Gruppe der westlichen sog. Panjabi-Dialekte, die auch als Lahnda-Gruppe bezeichnet wird. Von den Lahnda-Dialekten hat sich Siraiki als Schriftsprache durchgesetzt, eine weitere westpanjabische Sprache ist Hindko. Insgesamt sprechen ca. 80 Mio. Lahnda, Hindko oder Siraiki. Das eigentliche (östliche) Panjabi hat insgesamt 30 Millionen Sprecher und ist im Norden des pakistanischen Industals sowie im indischen Teil des Panjab verbreitet. Dogri-Kangri (2,2 Mio. Sprecher) wird im Gebiet von Jammu im indischen Unionsterritorium Jammu und Kashmir gesprochen, es wurde früher als Panjabi-Dialekt angesehen, gehört aber einem separaten Sprachzweig an und ist mittlerweile in Indien offiziell als eigenständige Sprache anerkannt.

### Norden
Nördlich des Hindi-Sprachgebiets wird Nepali von 16 Mio. Menschen gesprochen. Es ist die Nationalsprache Nepals und außerdem in Sikkim, Darjiling und Teilen Bhutans verbreitet. Weitere wichtige nordindische Sprachen sind Garhwali und Kumauni mit jeweils rund 2 Mio. Sprechern. Sie werden im Vorgebirge des Himalayas westlich des Nepali-Sprachgebiets gesprochen (sog. West-Pahari-Sprachen).
Im äußersten Nordwesten des Subkontinents liegt das Verbreitungsgebiet der dardischen Sprachen. Deren wichtigste ist das im Kaschmir-Tal gesprochene Kashmiri mit 4,5 Mio. Sprechern, die einzige dardische Literatursprache. Die übrigen dardischen Sprachen (hierzu gehören u. a. Pashai, Khowar, Kalasha, Shina und Indus-Kohistani) werden insgesamt von 1,2 Millionen Menschen im Hindukusch-Gebiet Pakistans und Afghanistans gesprochen.

### Übrige
Räumlich vom restlichen indoarischen Sprachgebiet getrennt ist das Singhalesische (Sinhala). Es wird von der Mehrheit der Bevölkerung Sri Lankas gesprochen (15 Mio. Sprecher). Divehi, die Sprache der Malediven, hat 300.000 Sprecher und ist eng mit dem Singhalesischen verwandt.
Einen Sonderfall stellt Romani (Romanes) dar, die in zahlreichen Dialekten über die Länder Europas und des vorderen Orients verstreute Sprache der Roma mit etwa 3,5 Mio. Sprechern. Verwandt mit dem Romani – zu dem auch die in Deutschland verbreitete Sinti-Sprache als Dialekt gehört – sind die ebenfalls außerhalb Indiens im Nahen Osten und Europa gesprochenen Idiome Domari und Lomavren.
Als Folge neuerer Migrationsprozesse während der britischen Kolonialzeit werden indoarische Sprachen in größerer Zahl u. a. auch in der Karibik, Guyana, Südafrika, im Vereinigten Königreich, in Mauritius und Fidschi verwendet. In Fidschi dient sogar eine Variante des Hindustani als Amtssprache.

## Klassifikation der neuindoarischen Sprachen

### Probleme

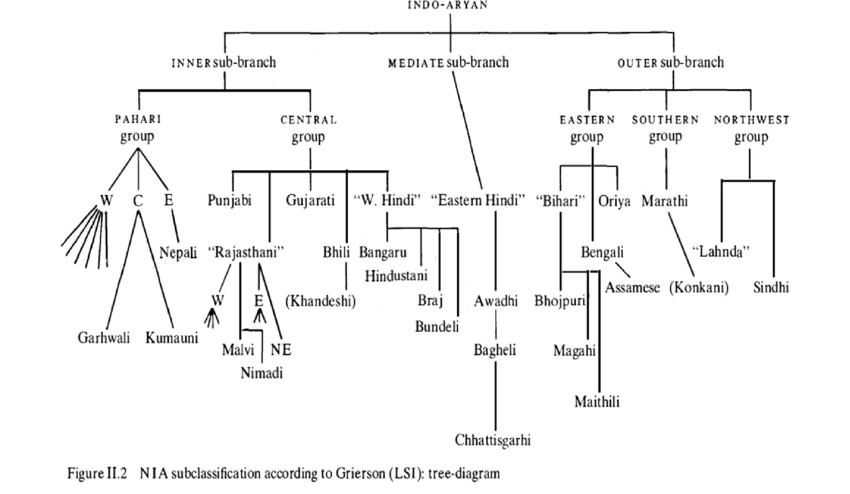
Vorschlag einer Klassifikation der indoarischen Sprachen Indiens

Eine interne Klassifikation der neuindoarischen Sprachen, die seit etwa 1000 n. Chr. gesprochen werden, stößt auf viele Probleme. Idealerweise kann ein Stammbaum die genetische Abspaltung von Sprachgruppen wiedergeben, die sich durch räumliche Entfernung im Laufe der Zeit auseinanderentwickelt haben. Dieser Prozess hat im Prinzip auch bei den indoarischen Sprachen stattgefunden, ist aber aufgrund diverser Wanderungsbewegungen zum Teil historisch nicht mehr eindeutig nachzuvollziehen. Gründe für die immer wieder erfolgenden Migrationen und die damit verbundenen Durchmischungsprozesse sind die kaum vorhandenen natürlichen Barrieren im indischen Kernland und instabile politische Einheiten mit multiethnischen und multilingualen Gesellschaften. Diese Prozesse haben schließlich ein Dialektkontinuum geschaffen, das sich über den ganzen indoarischen Sprachraum von West nach Ost und von Nord nach Süd erstreckt.
Die Folge sind erstens große Schwierigkeiten bei der Identifikation von Einzelsprachen, zweitens bei der Abgrenzung von Dialekt und Sprache und schließlich bei der Klassifikation, das heißt, der inneren Gliederung der neuindoarischen Sprachen insgesamt. Erschwerend kommt der Umstand hinzu, dass der Übergang vom späten Mittelindoarischen zum frühen Neuindoarischen etwa um 900 bis 1100 n. Chr. nur sehr schwach schriftlich belegt ist; dadurch wird es fast unmöglich, neuindoarische Sprachen auf bestimmte mittelindoarische Sprachen zurückzuführen und damit eine natürliche Gruppenbildung der neuindoarischen Sprachen zu erzielen.
Da ein einfaches, gut begründbares Stammbaummodell also nicht leicht zu erreichen ist, hat es Ansätze gegeben, mit Hilfe des Wellenmodells die Strukturierung der neuindoarischen Sprachen zu verstehen. Dabei werden von bestimmten Zentren ausgehende Innovationen untersucht, die sich im Laufe der Zeit durch Teilbereiche der neuindoarischen Sprachen bewegt haben und in Isoglossen nachzuvollziehen sind. Hier spielt auch das Phänomen der Prestigesprachen eine große Rolle, deren Merkmale und Innovationen durch Kontakt verstärkt auf benachbarte Sprachen übergegangen sind. (Indoarische Prestigesprachen mit dieser Funktion waren das Vedische, Sanskrit, Magadhi, Sauraseni, Apabhramsha und heutzutage Hindi/Urdu.) Das Problem bei der Anwendung der Wellentheorie ist, dass verschiedene Isoglossen zu völlig unterschiedlichen Gliederungen führen und somit auch dieses Modell keine Klassifikation ermöglicht.

### Historische Ansätze
Klassifikationsversuche im klassischen genetischen Sinne gab es bereits seit dem frühen 19. Jahrhundert. Aber erst Hoernle 1880 gibt eine Übersicht, die bereits auf einer größeren Zahl neuindoarischer Sprachen basiert und somit mit moderneren Fassungen vergleichbar ist. Hoernles Hauptgliederung ist eine nordwestliche und eine südöstliche, welche er auf zeitlich getrennte Einwanderungswellen zurückführt:
- Neuindoarische Sprachen (nach Hoernle 1880)
  - Nord-West-Gruppe
    - Nord-Gruppe: Nepali, Kumanauni, Garhwali u. a.
    - West-Gruppe: Sindhi, Panjabi, Gujarati, Hindi u. a.

  - Süd-Ost-Gruppe
    - Ost-Gruppe: Bihari, Bengali, Oriya u. a.
    - Süd-Gruppe: Marathi, Konkani

Die Grundstruktur dieser auch areal bedingten Klassifikation haben viele spätere Forscher übernommen, allerdings wurde die These der verschiedenen Einwanderungsströme schon bald verworfen. Einen nächsten wichtigen Schritt machte George Abraham Grierson in seinem Linguistic Survey of India (1903–28), der noch heute eine wichtige Arbeitsgrundlage darstellt. Er ging von einem Konzept „äußerer“ und „innerer“ neuindoarischen Sprachen aus. Zu den inneren zählte er die Pahari-Gruppe, Panjabi, Rajasthani, Gujarati und Hindi, zu den äußeren die Ostgruppe (Bengali, Assami, Oriya), die Südgruppe (Marathi, Konkani, Singhalesisch) und eine Nordwestgruppe (Lahnda, Sindhi). Dazwischen positionierte er eine „mittlere“ Gruppe von Übergangssprachen (z. B. Awadhi, Chhattisgarhi). Das Innen-Außen-Konzept konnte sich ebenso wenig wie die Migrationsthese halten.
Eine neue Klassifikation legte dann Chatterji 1926 vor, die bereits im Wesentlichen mit heutigen Ansätzen korrespondiert. Obwohl die Gruppen wieder areale Namen tragen, geht Chatterji von linguistischen Merkmalen und bestimmten phonetischen Isoglossen aus und kommt damit zu folgender nicht-hierarchischen Klassifikation:
- Neuindoarische Sprachen (nach Chatterji 1926)
  - Nord: Pahari, Nepali
  - Nordwest: Lahnda, Panjabi, Sindhi
  - Südwest: Rajasthani, Gujarati
  - Zentral: Hindi und verwandte Sprachen
  - Ost: Bihari, Bengali, Assami, Oriya
  - Süd: Marathi, Singhalesisch

Grierson revidiert 1931 seinen ursprünglichen Ansatz und kommt zu einer sehr ähnlichen Binnengliederung wie Chatterji. Auch die Klassifikationen von Turner (1960), Katre (1965) und Cardona (1974) sind jeweils begründete Varianten des Chatterji-Ansatzes.

### Sonderfälle Dardisch, Romani, Singhalesisch
Während man also zum Kern der neuindoarischen Sprachen nach und nach einen annähernden Konsens gefunden hatte, ohne allerdings in jedem Detail zu einer allgemein akzeptierten Einteilung zu gelangen, gab es noch längere Dispute um Randgruppen, nämlich das Dardische, die Sprachen (Romani und Domari) sowie das Singhalesische und Maledivische (Divehi). Letztere hat man entweder den südindoarischen Sprachen (Marathi, Konkani) zugerechnet oder aber als eigene Gruppe behandelt.
Beim Dardischen ist bis heute nicht endgültig geklärt, welche Sprachen dazugehören sollen. Rechnete man ursprünglich die Nuristani-Sprachen dazu, so tendiert heute die Mehrheit der Forscher dahin, Nuristani als dritten Zweig des Indoiranischen gleichrangig neben Iranisch und Indoarisch zu stellen und nicht mehr den dardischen Sprachen zuzuordnen. Strittig ist dann immer noch die Position der (restlichen) dardischen Sprachen (die wichtigste ist Kashmiri) innerhalb des Neuindoarischen. Während manche Forscher es als einen Unterzweig des Nordwestindischen betrachten (etwa zusammen mit Lahnda und Sindhi), setzt sich die Positionierung als selbstständiger Zweig des Indoarischen durch.
Besonders schwierig gestaltet sich die Zuordnung des Romani, Domari und Lomavren, deren Zugehörigkeit zum Indoarischen Mitte des 19. Jahrhunderts erkannt wurde. Die moderne Darstellung des Romani und seiner Dialekte von Matras (2002) positioniert es im Zentralindischen nahe dem Hindi, frühere Auffassungen tendierten wegen mancher Ähnlichkeiten in der Phonetik eher zum Nordwestindischen. In dieser Sache ist die letzte Entscheidung noch nicht getroffen. Dieser Artikel stellt das Romani zusammen mit dem Domari und Lomavren als separaten Zweig des Neuindoarischen dar.
Somit deckt sich die hier gegebene Klassifikation weitgehend mit der von Gippert im Metzler Lexikon Sprache (2. Auflage 2000), die von ihm als „zur Zeit beste Arbeitshypothese“ bezeichnet wird. Eine stabile, für alle Zeiten gültige Klassifikation der neuindoarischen Sprachen wird es wahrscheinlich auch in Zukunft nicht geben, große Abweichungen vom hier vorgestellten Modell sind allerdings wohl auch nicht zu erwarten.

### Hauptzweige des Neuindoarischen
Die folgende Aufzählung gibt die Hauptzweige des Neuindoarischen mit den wichtigsten Sprachen wieder. Die vollständige Klassifikation aller neuindoarischen Sprachen wird im nächsten Abschnitt dargestellt.
- Neuindoarisch
  - Dardisch: Kashmiri, Pashai, Khowar, Indus-Kohistani, Shina
  - Nordindisch: Garhwali, Kumauni, Nepali
  - Nordwestindisch: Dogri-Kangri, Hindko, Lahnda (West-Panjabi), Panjabi, Sindhi
  - Westindisch: Marwari, Malvi, Nimadi, Gujari, Bagri, Lambardi; Gujarati, Vasavi; Bhili; Khandeshi
  - Zentralindisch: Hindi, Urdu, Braj-Kanauji, Haryanvi, Bundeli; Awadhi, Chhattisgarhi
  - Ostindisch: Bhojpuri, Maithili, Magahi, Sadri; Oriya; Asamiya, Bengali, Chittagong, Sylhetti, Rajbangsi
  - Südindisch: Marathi, Konkani
  - Sinhala-Divehi: Singhalesisch, Divehi (Maledivisch), Mahl
  - Romani-Domari: Romani, Domari

### Klassifikation der neuindoarischen Sprachen
Für jeden Hauptzweig des Neuindoarischen werden in der folgenden Übersicht die strukturelle Gliederung und die zugehörigen Sprachen mit ihren aktuellen Sprecherzahlen angegeben. Zur Sprachidentifikation (und Abgrenzung gegenüber Dialekten) wurde vor allem David Dalby The Linguasphere Register (2000) herangezogen. Es sei darauf hingewiesen, dass die dargestellten Einheiten tatsächlich „Sprachen“ und nicht nur „Dialekte“ sind; jede angeführte Sprache hat in der Regel ihrerseits etliche Dialekte. Zwischen benachbarten Sprachen gibt es normalerweise Übergangsdialekte, deren Zuordnung natürlich problematisch ist. Für eine vollständige und detaillierte Aufstellung mit Dialekten und Unterdialekten siehe den unten angegebenen Weblink, auf dem diese Klassifikation basiert. Die Sprecherzahlen stammen im Wesentlichen aus Ethnologue (15. Auflage 2005), bei größeren Sprachen wurden statistische Jahrbücher und zusätzliche Quellen zur Absicherung herangezogen.
Hauptzweige in Großbuchstaben, genetische Untergruppen in Fettdruck, Sprachnamen im Normaldruck.
DARDISCH (23 Sprachen mit 5,7 Mio. Sprechern)
- Kashmiri
  - Kashmiri (Keshur) (4,5 Mio.)
- Shina
  - Shina (500 Tsd.), Brokshat (Brokskat, Brokpa) (3 Tsd.), Ushojo (2 Tsd.), Dumaki (500) [auch als Domari-Dialekt betrachtet],
Phalura (Dangarik) (10 Tsd.), Sawi (Sau) (3 Tsd.)
- Kohistani
  - Indus Kohistani (220 Tsd.), Kalami Kohistani (Bashkarik, Garwi) (40 Tsd.), Torwali (60 Tsd.), Kalkoti (4 Tsd.),
Bateri (30 Tsd.), Chilisso (3 Tsd.), Gowro (200), Wotapuri-Katarqalai (2 Tsd.), Tirahi (100)
- Chitral
  - Khowar (Chitrali) (240 Tsd.), Kalasha (5 Tsd.)
- Kunar
  - Pashai (110 Tsd.), Gawarbati (10 Tsd.), Dameli (5 Tsd.), Shumasti (1 Tsd.)

NORDINDISCH oder PAHARI (3 Sprachen mit 21 Mio. Sprechern)
- Westpahari
  - Garhwali (2,2 Mio.), Kumauni (2,4 Mio.)
- Ostpahari
  - Nepali (16 Mio.)

NORDWESTINDISCH (20 Sprachen mit 135 Mio. Sprechern)
- Dogri-Kangri
  - Dogri-Kangri (2,2 Mio.), Gaddi (Bhamauri) (120 Tsd.), Churahi (110 Tsd.), Bhattiyali (100 Tsd.), Bilaspuri (300 Tsd.),
Kinnauri-Harijani (6 Tsd.), Chambeali (130 Tsd.), Mandeali (800 Tsd.), Mahasu-Pahari (650 Tsd.), Jaunsari (100 Tsd.),
Kului (110 Tsd.), Bhadrawahi-Pangwali (90 Tsd.), Pahari-Potwari (200 Tsd.)
- Lahnda
  - Hindko (3 Mio.), Lahnda (West-Panjabi) (45 Mio.), Siraiki (Süd-Panjabi, Multani) (30 Mio.)
- Panjabi
  - Panjabi (Ost-Panjabi) (30 Mio.)
- Sindhi
  - Sindhi (22 Mio.), Kachchi (850 Tsd.), Jadgali (100 Tsd.)

WESTINDISCH (13 Sprachen mit 78 Mio. Sprechern)
- Rajasthani
  - Marwari (15 Mio.), Harauti (600 Tsd.), Goaria (25 Tsd.);
Malvi (1,2 Mio.), Nimadi (1,4 Mio.), Gujari (Gujuri) (1-2 Mio.),
Bagri (1,8 Mio.), Lambadi (Lamani) (2,8 Mio.), Lohari (wenige Tsd.)
- Gujarati
  - Gujarati (45 Mio.), Vasavi (1 Mio.), Saurashtri (300 Tsd.)
- Bhili-Khandeshi
  - Bhili (6 Mio.), Kandeshi (2,5 Mio.)

ZENTRALINDISCH (14 Sprachen mit 320 Mio. Sprechern, inkl. S2 655 Mio.)
- West
  - Hindi (200 Mio., mit S2 490 Mio.), Urdu (60 Mio., mit S2 105 Mio.),
Braj-Kanauji (6 Mio.), Haryanvi (Bangaru) (13 Mio.), Bundeli (8 Mio.),
Gowli (35 Tsd.), Chamari (5 Tsd.), Sansi (10 Tsd.), Ghera (10 Tsd.), Bhaya (700)
- Ost
  - Awadhi (21 Mio.), Bagheli (400 Tsd.);
Chhattisgarhi (12 Mio.), Dhanwar (15 Tsd.)

OSTINDISCH (26 Sprachen mit 347 Mio. Sprechern)
- Bihari
  - Bhojpuri (26 Mio.), Maithili (25 Mio.), Magahi (12 Mio.), Sadri (2 Mio.),
Oraon Sadri (200 Tsd.), Angika (750 Tsd.), Bote-Majhi (10 Tsd.)
- Oriya
  - Oriya (32 Mio.), Adiwasi Oriya (300 Tsd.), Halbi (800 Tsd.)
- Tharu
  - Rana Thakur Tharu (270 Tsd.), Saptari Tharu (250 Tsd.), Chitwania Tharu (80 Tsd.),
Deokri Tharu (80 Tsd.), Mahotari Tharu (30 Tsd.), Buksa (45 Tsd.)
- Assami-Bengali
  - Assami (15 Mio.)
  - Bengali (210 Mio.), Chittagong (14 Mio.), Sylhetti (5 Mio.), Rajbangsi (2,4 Mio.),
Chakma (600 Tsd.), Bishnupriya Manipuri (75 Tsd.), Hajong (20 Tsd.)

SÜDINDISCH (4 Sprachen mit 89 Mio. Sprechern)
- Marathi
  - Marathi (80 Mio.)
- Konkani
  - Konkani (8 Mio.), Bhil-Konkani (600 Tsd.), Varli (500 Tsd.)

SINHALA-DIVEHI (2 Sprachen mit 13,2 Mio. Sprechern)
- Sinhala (Singhalesisch) (13 Mio.), Divehi (Maledivisch) (300 Tsd.)

ROMANI-DOMARI (3 Sprachen mit 4 Mio. Sprechern)
- Romani (3,5 Mio.), Domari (500 Tsd.), Lomavren (100 Tsd. ?)

NICHT-KLASSIFIZIERT (8 Sprachen mit 220 Tsd. Sprechern)

Zusätzlich zu den klassifizierten neuindoarischen Sprachen gibt es einige schriftlose Sprachen, die bisher keinem der Hauptzweige zuzuordnen waren; dennoch sind die hier genannten Sprachen zweifelsfrei indoarisch. Möglicherweise sind einige dieser Sprachen Dialekte von klassifizierten Sprachen. Von keiner dieser Sprachen gibt es bisher linguistische Untersuchungen oder gar Grammatiken. Es handelt sich um:
- Tippera (100 Tsd. Sprecher), Kanjari (50 Tsd.), Od (50 Tsd.), Usui (5 Tsd.), Vaagri Booli (10 Tsd.),
Darai (7 Tsd.), Kumhali (1 Tsd.), Chinali (1 Tsd.).

## Sprachliche Merkmale

### Phonologie
Das Phoneminventar der indoarischen Sprachen ist in den verschiedenen Sprachstufen recht stabil geblieben. Charakteristische Laute wie die retroflexen und aspirierten Konsonanten kommen sowohl in alt-, mittel- als auch fast allen neuindoarischen Sprachen vor. Hingegen haben die verschiedenen Sprachstufen vor allem hinsichtlich der Verteilung der Laute im Wort tiefgreifende Änderungen durchlaufen, wodurch sich die Lautgestalt der Wörter teils erheblich verändert hat.

#### Konsonanten
Charakteristisch für das Konsonantensystem der indoarischen Sprachen ist eine große Zahl (in der Regel 20) an Plosiven (Verschlusslauten), die nach fünf Artikulationsorten (velar, palatal, retroflex, dental und labial) unterschieden werden. Der Kontrast zwischen retroflexem ṭ und dentalem t (vgl. Hindi totā „Papagei“ und ṭoṭā „Mangel“) ist typisch für die Sprachen Südasiens. Obwohl man c und j traditionell als Plosive klassifiziert, werden sie in der Praxis eher als Affrikaten, also [ʧ] und [ʤ], gesprochen. Der Unterschied zwischen Stimmhaftigkeit und Stimmlosigkeit (z. B. p vs. b) ist ebenso bedeutungsunterscheidend wie die Aspiration, die sowohl bei stimmlosen als auch stimmhaften Plosiven vorkommt (z. B. p, b vs. ph, bh). Nach der Beschreibung der traditionellen indischen Grammatik existiert zu jeder der fünf Reihen von Plosiven ein homorganer (am gleichen Artikulationsort gesprochener) Nasal. Somit ergibt sich folgendes System der Plosive und Nasale (Angegeben ist die IAST-Transkription und der Lautwert in IPA-Lautschrift):
|           | Plosive            | Plosive   | Plosive             | Plosive | Nasale |
| stimmlos  | stimmlos aspiriert | stimmhaft | stimmhaft aspiriert |         | Nasale |
| --------- | ------------------ | --------- | ------------------- | ------- | ------ |
| Velar     | k [k]              | kh [kʰ]   | g [g]               | gh [gʱ] | ṅ [ŋ]  |
| Palatal   | c [c]              | ch [cʰ]   | j [ɟ]               | jh [ɟʱ] | ñ [ɲ]  |
| Retroflex | ṭ [ʈ]              | ṭh [ʈʰ]   | ḍ [ɖ]               | ḍh [ɖʱ] | ṇ [ɳ]  |
| Dental    | t [t̪]              | th [t̪ʰ]   | d [d̪]               | dh [d̪ʱ] | n [n̪]  |
| Labial    | p [p]              | ph [pʰ]   | b [b]               | bh [bʱ] | m [m]  |

Einige periphere indoarische Sprachen haben dieses System vereinfacht. Im Singhalesischen ist (wohl unter tamilischem Einfluss) die Aspiration verloren gegangen, während Asamiya keine retroflexen Laute kennt. Andere Sprachen haben zusätzliche Phoneme entwickelt, Sindhi etwa die Implosive [ɠ], [ʄ], [ɗ], und [ɓ]. Was die Nasale angeht, waren ursprünglich nur m, das dentale n und das retroflexe ṇ eigenständige Phoneme, auch die Unterscheidung zwischen den letzten beiden wird nicht in allen modernen Sprachen gewahrt. Die Laute ṅ und ñ sind meist nur positionsbedingte Allophone, die nur vor den entsprechenden Plosiven vorkommen, in manchen Sprachen haben sie aber sekundären Phonemstatus erlangt.
Im klassischen Sanskrit kamen der Vibrant r [r] und der Lateral l [l] vor. Andere indoarische Sprachen haben ihr Phoneminventar in diesem Bereich erweitert: Ein retroflexer Lateral ḷ [ɭ] kommt bereits im Vedischen und später u. a. in Oriya, Marathi, Gujarati und Panjabi vor. Hindi, Bengali, Panjabi und Sindhi kennen den retroflexen Flap [ɽ]. Während im Altindoarischen noch vier Frikative vorkamen – die drei Zischlaute ś [ɕ], ṣ [ʂ] und s [s] sowie h [ɦ] – sind in den modernen Sprachen die drei ursprünglichen Sibilanten zu einem Laut, im Westen meist [s], im Osten [ʃ], zusammengefallen. Meist ist aber durch Lehnwörter wieder eine Unterscheidung zwischen [s] und [ʃ] eingeführt worden. An Halbvokalen kommen y [j] und v [ʋ] vor.
Zusätzlich zu diesen ursprünglichen indoarischen Konsonanten haben viele neuindoarische Sprachen durch Lehnwörter aus dem Persischen und Englischen neue Phoneme übernommen, namentlich [f], [z], [x], [ɣ] und [q]. In allen Sprachen außer Urdu ist die Stellung dieser Phoneme aber nicht sehr gefestigt, bei nachlässiger Aussprache werden sie oft durch ähnlich klingende Laute ersetzt, also etwa philm statt film.

#### Vokale
Die Anzahl der Vokalphoneme bewegt sich in den meisten neuindoarischen Sprachen zwischen sechs und zehn. Romani hat nur fünf Vokale, das Singhalesische dagegen ein System von 13 Vokalen, das in erster Linie auf der Unterscheidung nach Vokallänge beruht. Für die dardischen Sprachen und bestimmte Marathi-Dialekte werden Systeme mit bis zu 18 Vokalen beschrieben, die aber nur unzureichend erforscht sind.
Die Vokalsysteme der wichtigsten indoarischen Sprachen sind wie folgt:
| Sprache          | Vokalphoneme                   |
| ---------------- | ------------------------------ |
| Marathi, Nepali: | /i, e, a, ə, o, u/             |
| Oriya:           | /i, e, a, ɔ, o, u/             |
| Bengali:         | /i, e, æ, a, ɔ, o, u/          |
| Asamiya:         | /i, e, ɛ, a, ɒ, ɔ, o, u/       |
| Gujarati:        | /i, e, ɛ, a, ə, ɔ, o, u/       |
| Hindi, Panjabi:  | /i, ɪ, e, æ, a, ə, ɔ, o, ʊ, u/ |

Anmerkung: Der kurze a-Laut kann als [ʌ] oder [ə] wiedergegeben werden.
Das symmetrische Zehn-Vokal-System des Hindi und Panjabi steht dem Sanskrit am nächsten. Im Sanskrit bestand aber der Unterschied zwischen Paaren wie i / ī primär in der Vokallänge: [i] / [iː]. In den neuindoarischen Sprachen ist dieser quantitative Unterschied durch einen qualitativen ersetzt worden: [ɪ] / [i]. Es ist aber möglich, dass der qualitative Unterschied bereits von Anfang mit der Unterscheidung nach der Vokallänge einherging. Zumindest für das kurze a [ə] und das lange ā [aː] wird bereits in den ältesten Grammatiken ein Unterschied in der Vokalqualität beschrieben. Zusätzlich kannte das Sanskrit die „konsonantischen Vokale“ r̥, r̥̄ und l̥. Die letzten beiden sind sehr selten, das r̥ kommt hingegen auch in den modernen Sprachen in Sanskrit-Lehnwörtern vor und wird heutzutage je nach Region als [rɪ] oder [rʊ] gesprochen (z. B. r̥ṣi [rɪʃɪ] „Rishi“).
Die Phoneme [æ] und [ɔ] im Hindi und Panjabi gehen ursprünglich auf die Diphthonge [ai] und [au] zurück und werden in manchen Dialekten auch noch als solche gesprochen. Während diese beiden Diphthonge im Sanskrit phonematisch sind, werden die zahlreichen Vokalverbindungen der neuindoarischen Sprachen nicht als eigenständige Phoneme aufgefasst.
Den reinen Vokalen stehen in den meisten neuindoarischen Sprachen Nasalvokale gegenüber (z. B. Hindi cā̃d „Mond“). Das Sanskrit kennt ebenfalls eine als Anusvara (ṃ) bezeichnete Nasalisierung (z. B. māṃsa „Fleisch“), die aber nur in vorhersagbaren Fällen auftritt und deshalb im Gegensatz zu den Nasalvokalen der modernen Sprachen nicht phonematisch ist. Selbiges gilt für den im Sanskrit vorhandenen stimmlosen Hauchlaut Visarga (ḥ), der meist am Wortende auftritt und sprachhistorisch auf s oder r zurückgeht (vgl. die Nominativendung -aḥ im Sanskrit mit Griechisch -os und Latein -us).

#### Akzent
Die älteste indoiranische Sprachform, das Vedische, verfügte über einen tonalen Akzent, der dem des Altgriechischen entsprach (vgl. Vedisch pā́t, padáḥ mit Altgriechisch poús, podós „Fuß“). Der Akzent konnte auf jede Silbe des Wortes fallen und wurde mit einem Hochton (udātta) gesprochen. Im klassischen Sanskrit wandelte sich der tonale Akzent zu einem auf der Schallfülle beruhenden dynamischen Akzent, wie er auch im Deutschen vorkommt. Die Position des Akzents stimmte nicht mit dem alten tonalen Akzent überein, sondern fiel ähnlich wie im Lateinischen nach vorhersagbaren Regeln auf die zweit-, dritt- oder viertletzte Silbe. Die Betonung folgt in den neuindoarischen Sprachen unterschiedlichen Regeln, ist aber nie bedeutungsunterscheidend. Eine Ausnahme ist Asamiya (vgl. ˈpise „er trinkt“ und piˈse „dann“).
Panjabi stellt als Tonsprache einen Sonderfall dar. Die drei bedeutungsunterscheidenden Töne (z. B. koṛā „Peitsche“, kóṛā „Aussätziger“, kòṛā „Pferd“) sind sekundär unter dem Einfluss eines früheren aspirierten Konsonanten entstanden (vgl. Panjabi kòṛā mit Hindi ghoṛā).

#### Historische Phonologie
Die altindoarischen Sprachen hatten eine komplizierte Phonologie, die dem indogermanischen Typus noch recht nahesteht. Die wichtigsten Punkte, in denen sich Sanskrit von der rekonstruierten indogermanischen Ursprache unterscheidet, sind folgende:
- Zusammenfall von *a, *e und *o zu a (vgl. lat. agit mit Sanskrit ajati „er treibt“, altgr. esti mit Sanskrit asti „er ist“ und altgr. posis mit Sanskrit patiḥ „Ehemann, Gebieter“)
- Wandel der silbischen Nasale *n̥ und *m̥ zu a (vgl. lat. in- und dt. un- mit Sanskrit a-)
- Monophthongierung von *ai und *au zu e und o (vgl. altgr. oida mit Sanskrit veda „ich weiß“)
- Zusammenfall der Labiovelare *kw, *gw und *gwh mit den Velaren k, g, gh, vor ursprünglichen Vordervokalen wandeln sich diese zu den Palatalen c, j (vgl. lat. -que und Sanskrit ca „und“).
- Wandel der Palatovelare *ḱ, *ǵ und *ǵh zu ś, j und h (vgl. lat. centum mit Sanskrit śatam „hundert“), dadurch gehört Sanskrit zu den Satem-Sprachen.
- Entstehung einer stimmlosen Reihe von aspirierten Konsonanten zusätzlich zu der stimmhaften
- Entstehung der Retroflexe unter dem Einfluss nichtindoarischer Sprachen.

Am Wortanfang und im Wortinneren treten im Sanskrit komplexe Konsonantenhäufungen auf (z. B. jyotsna „Mondschein“). Dagegen können Wörter nur auf bestimmte Konsonanten enden, Verbindungen von mehreren Konsonanten kommen in der Regel nicht vor (vgl. lat. vox und Avestisch vāxš mit Sanskrit vāk „Stimme“). Beim Zusammentreffen von Lauten innerhalb eines Wortes oder beim Aufeinandertreffen zweier Wörter treten Sandhi-Erscheinungen auf (z. B. wird na uvāca zu novāca „er sagte nicht“).
In der mittelindoarischen Periode vereinfachte sich die Phonologie erheblich. Es kamen keine Sandhi-Regeln mehr zur Anwendung, das Phoneminventar wurde etwas verkleinert. Die wichtigste Änderung in den mittelindoarischen Sprachen war die radikale Vereinfachung der Silbenstruktur hin zu einem Typus, der dem der dravidischen Sprachen ähnelte: Konsonantenverbindungen am Wortanfang waren nicht mehr möglich, im Wortinneren kamen nur bestimmte einfach auszusprechende Konsonantenverbindungen (verdoppelte Konsonanten oder Verbindungen mit einem Nasal als erstem Bestandteil) vor, am Wortende waren gar keine Konsonanten außer dem nasalisierten ṃ zulässig. Die wichtigsten Lautwandel des Mittelindoarischen sind:
- Reduzierung von Konsonantenverbindungen am Wortanfang (z. B. Sanskrit prathama „erster“, skandha „Schulter“ zu Pali paṭhama, khandha)
- Assimilation von Konsonantenverbindungen im Wortinneren (z. B. Sanskrit putra „Sohn“, hasta „Hand“ zu Pali putta, hattha)
- Wegfall von auslautenden Konsonanten (z. B. Sanskrit paścāt „hinten“ zu Pali pacchā), nur -m und -n bleiben als nasalisiertes Anusvara erhalten (z. B. kartum „machen“ zu Pali kattuṃ).
- Zusammenfall der Spiranten ś, ṣ und s (z. B. Sanskrit deśa „Land“, doṣa „Fehler“ und dāsa „Diener“ zu Pali desa, dosa, dāsa)
- Wegfall der konsonantischen Vokale r̥, r̥̄ und l̥ (z. B. Sanskrit pr̥cchati „er fragt“ zu Pali pucchati)
- Monophthongierung der Diphthonge ai, au und der Lautverbindungen aya, ava zu e und o (z. B. Sanskrit auṣaḍha „Heilkraut“, ropayati „er pflanzt“ zu Pali osaḍha, ropeti)
- in der späteren Phase Ausfall intervokalischer Konsonanten (z. B. Sanskrit loka „Welt“ zu Prakrit loa), aspirierte intervokatische Konsonanten werden zu h (z. B. Sanskrit kathayati „er erzählt“ zu Prakrit kahei). Dadurch entstehen Abfolgen von zwei Vokalen, die im Sanskrit nicht zulässig waren.

In den neuindoarischen Sprachen hat sich die Silbenstruktur durch den Ausfall kurzer Vokale wieder vom simplen Typus des Mittelindoarischen wegentwickelt. So kommen Konsonanten am Wortende sogar weitaus öfter vor als im Sanskrit, auch im Wortinneren sind wieder Konsonantenverbindungen möglich. Verstärkt wird diese Entwicklung durch Lehnwörter aus nichtindoarischen Sprachen. Viele neuindoarische Sprachen haben spezielle Entwicklungen durchlaufen, auf die hier nicht näher eingegangen werden kann. Zentrale Merkmale, die die Phonetik der Mehrzahl der neuindoarischen Sprachen charakterisieren, sind:
- Ausfall kurzer Vokale am Wortende (z. B. Prakrit phala „Frucht“ zu Hindi, Nepali phal, Bengali, Asamiya phɔl aber Oriya phɔlɔ)
- Ausfall unbetonter kurzer Vokale im Wortinneren (z. B. Prakrit sutthira „fest“ zu Hindi suthrā, Prakrit gaddaha „Esel“ zu Bengali gādhā), dadurch Entstehung zahlreicher neuer Konsonantenverbindungen. Dies führt bei mehrsilbigen Stämmen teils zur Alternanz (z. B. Hindi samajh-nā „verstehen“ und samjh-ā „verstanden“).
- Vereinfachung von doppelten Konsonanten mit Ersatzdehnung des vorangehenden Vokals (z. B. Prakrit satta „sieben“ zu Hindi, Marathi sāt, Bengali ʃāt, aber Panjabi satt)
- Ersetzung eines Nasals vor einem Plosiv durch Längung und Nasalisierung des vorangehenden Vokals (z. B. Prakrit danta „Zahn“ zu Hindi, Bengali dā̃t, aber Panjabi dand).

### Morphologie
Die Morphologie der indoarischen Sprachen hat im Laufe ihrer Entwicklung grundlegende Änderungen erfahren. Das altindoarische Sanskrit war eine hochgradig synthetisch-flektierende Sprache mit einer komplizierten Formenlehre, dem Lateinischen und Altgriechischen nicht unähnlich. Die Entwicklung hin zu den mittelindoarischen Sprachen ging mit einer deutlichen Vereinfachung der Formenbildung einher. Die neuindoarischen Sprachen sind zu einem weitgehend analytischen Sprachbau mit agglutinierenden Elementen übergegangen. Typologisch sind die indoarischen Sprachen stark von ihren dravidischen Nachbarsprachen beeinflusst worden, vor allem im Bereich der Syntax schlägt sich dieser Einfluss bereits im klassischen Sanskrit deutlich nieder.

#### Nomen
Die Morphologie der Nomina ist im Sanskrit komplex. Sie haben alle acht Kasus (Nominativ, Akkusativ, Instrumental, Dativ, Ablativ, Genitiv, Lokativ, Vokativ) und drei Numeri (Singular, Dual, Plural) der indogermanischen Ursprache bewahrt. Je nach Stammauslaut und Genus werden die Nomina in verschiedene Deklinationstypen mit jeweils unterschiedlichen Kasusendungen eingeteilt. Manche Stämme setzen quantitativen Ablaut ein und sind dadurch höchst variabel (z. B. bildet der Stamm pitr̥- „Vater“ folgende Formen: pitā, pitar-am, pitr-e, pitr̥-bhyām, pitr̥̄-n).
Im Mittelindoarischen wurde dieses komplizierte System vereinfacht: Der Dual ging verloren, das Kasussystem wurde durch den Zusammenfall von Genitiv und Dativ reduziert und die variablen Konsonantenstämme in regelmäßige Vokalstämme umgewandelt (z. B. Sanskrit gacchant-/gacchat- „gehend“ zu Pali gacchanta-), bis in der Apabhramsha-Phase nur noch ein allgemeiner Deklinationstyp vorhanden ist. Im Großen und Ganzen bleibt aber im Mittelindoarischen das alte Kasussystem, wenn auch vereinfacht, bestehen. Als Beispiel ist die Deklination des Wortes putra-/putta- („Sohn“) im Singular in Sanskrit, Pali und Apabhramsha angegeben.
| Kasus        | Sanskrit | Pali                       | Apabhramsha                         |
| ------------ | -------- | -------------------------- | ----------------------------------- |
| Nominativ    | putraḥ   | putto                      | puttu                               |
| Akkusativ    | putram   | puttaṃ                     | puttu                               |
| Instrumental | putrena  | puttena                    | putteṇa(ṃ), puttẽ, puttiṃ           |
| Dativ        | putrāya  | (puttāya)                  | –                                   |
| Ablativ      | putrāt   | puttā, puttasmā, puttamhā  | puttahi, puttaho                    |
| Genitiv      | putrasya | puttassa                   | puttaha, puttaho, puttassu, puttāsu |
| Lokativ      | putre    | putte, puttasmiṃ, puttamhi | putti, puttahiṃ                     |

Die neuindoarischen Sprachen haben dagegen das Deklinationssystem grundlegend umgestaltet. Das flektierende System des Alt- und Mittelindoarischen ist nur noch in Rudimenten erhalten. Meist sind nur noch zwei primäre Kasus vorhanden, nur vereinzelt finden sich noch Reste der alten Kasus Instrumental, Lokativ und Ablativ. Nominativ und Akkusativ, schon durch Lautwandel im Apabhramsha zusammengefallen, werden zum Rektus zusammengefasst. In Opposition zum Rektus steht in der Regel ein Obliquus (z. B. Hindi laṛkā – laṛke „Junge“, Gujarati ghoḍo – ghoḍā „Pferd“). Manche Sprachen wie Bengali oder Asamiya haben keine spezielle Form für den Obliquus. Formal geht der Obliquus meist auf den Genitiv zurück und hat in einigen wenigen Sprachen auch noch dessen Funktion behalten. In den meisten Sprachen kommt er aber nicht allein vor, sondern wird durch ein System von Postpositionen oder sekundären Affixen in seiner Bedeutung weiter differenziert (z. B. Hindi laṛke ko „dem Jungen“, Gujarati ghoḍānuṃ „des Pferdes“). Diese Affixe gehen ursprünglich auf eigenständige Wörter zurück, sind aber teils mit dem Obliquus zu sekundären agglutinierenden Kasusendungen verschmolzen. Die Genitivendung -er im Bengali leitet sich etwa über die Partikel kera auf das altindoarische Substantiv kārya mit der Bedeutung „Angelegenheit“ ab.
Der Plural wird auf unterschiedliche Weisen gebildet. Geschieht dies etwa im Hindi flektierend, mit einer Endung, die gleichzeitig Kasus und Numerus ausdrückt (vgl. Nominativ Singular laṛkā, Plural laṛke; Obliquus Singular laṛke, Plural laṛkõ), so setzen andere Sprachen wie Bengali dagegen agglutinierende Pluralsuffixe ein, an die zusätzlich Kasusformantien treten (vgl. Nominativ Singular chele, Plural chele-gulo; Objektiv Singular chele-ke, Plural chele-gulo-ke).
Die alt- und mittelindoarischen Sprachen kennen die drei indogermanischen Genera Maskulinum, Femininum und Neutrum. Unter den neuindoarischen Sprachen ist dieses System in den westlichen Sprachen (Gujarati, Marathi, Konkani) beibehalten worden. Im Singhalesischen kommen ebenfalls drei Genera vor, doch handelt es sich hierbei um ein anders gelagertes System, das wie in den dravidischen Sprachen auf Belebtheit und natürlichem Geschlecht beruht. In den meisten neuindoarischen Sprachen sind Maskulinum und Neutrum zusammengefallen. Nach Osten hin ist die Genuskategorie weniger stark ausgeprägt. Die östlichsten Sprachen Bengali, Asamiya und Oriya haben sie gänzlich verloren, ebenso Khowar und Kalasha am entgegengesetzten Ende des indoarischen Sprachraums.

#### Verb
Das Verb zeichnet sich im Altindoarischen (im Vedischen noch stärker als im klassischen Sanskrit) durch einen großen Reichtum an Formen aus. Die Verben werden in drei Personen, drei Numeri (Singular, Dual, Plural) und drei Genera Verbi (Aktiv oder parasmaipada, Medium oder ātmanepada und Passiv) konjugiert. Das Tempussystem ist mit Präsens, Imperfekt, Futur, Aorist, Perfekt sowie im Vedischen noch Plusquamperfekt ausgeprägt. Ursprünglich unterschieden sich die Vergangenheitstempora noch in ihrer Bedeutung, später werden sie aber gleichbedeutend verwendet. Die gebräuchlichste Möglichkeit, die Vergangenheit auszudrücken, ist im klassischen Sanskrit indes ein Nominalsatz mit dem Partizip Perfekt Passiv. An Modi existieren Indikativ, Konjunktiv, Optativ und Imperativ. Dazu kommen mehrere Partizipien des Aktivs und Passivs, Gerundien, ein Infinitiv sowie ein System von abgeleiteten Verben (Kausativ, Desiderativ, Intensiv). Die Verben werden nach der Bildung des Präsensstammes in zehn Klassen eingeteilt. Die Hauptunterscheidung liegt hierbei zwischen den thematischen Verben, die den Themavokal a zwischen Stamm und Endung einfügen, und den athematischen Verben, bei denen dies nicht der Fall ist. Das Imperfekt wird ebenso wie der Imperativ und Optativ vom Präsensstamm gebildet, die Formen der übrigen Tempora sind unabhängig vom Präsensstamm. Die Verbalmorphologie des Sanskrit ist kompliziert und setzt regelmäßig Mittel wie Reduplikation und quantitativen Ablaut (guṇa- und vr̥ddhi-Stufe) ein (z. B. werden vom Stamm kr̥- „machen“ die Formen kr̥-ta „gemacht“, kar-oti „er macht“ und ca-kār-a „er hat gemacht“ gebildet).
In den mittelindoarischen Sprachen wird dieses System vereinfacht und regelmäßiger gestaltet. Die Vergangenheitstempora, deren Unterscheidung schon im Sanskrit nur künstlich aufrechterhalten wurde, werden gänzlich durch die Partizipialkonstruktion ersetzt. Der Konjunktiv stirbt ebenso aus wie das Medium und die abgeleiteten Verben mit Ausnahme des Kausativs.
Die neuindoarischen Sprachen verwenden neben den alten synthetischen Formen, die nach Person und Numerus konjugiert werden, in größerem Maße Partizipialformen, die sich nach Genus und Numerus verändern, sowie analytische (zusammengesetzte) Verbformen aus Partizip und Hilfsverb. Die verschiedenen neuindoarischen Sprachen unterscheiden sich darin, wie sie diese Möglichkeiten einsetzen, wie an folgendem Vergleich einiger Formen des Verbs für „kommen“ in den wichtigsten neuindoarischen Sprachen deutlich wird:
| Sprache       | Stamm        | Präsens („ich komme“)            | Perfektiv („ich kam“) | Futur („ich werde kommen“) |
| ------------- | ------------ | -------------------------------- | --------------------- | -------------------------- |
| Hindi-Urdu    | ā-           | ātā hū̃ (m.), ātī hū̃ (f.)         | āyā (m.), āī (f.)     | āū̃gā (m.), āū̃gī (f.)       |
| Panjabi       | āu-, āv-, ā- | āundā hā̃                         | āiā (m.), āī (f.)     | āvā̃gā (m.), āvā̃gī (f.)     |
| Kashmiri      | y(i)-, ā-    | chus yivān (m.), ches yivān (f.) | ās (m.), āyēs (f.)    | yimɨ                       |
| Sindhi        | ac-, ā-, ī-  | acā̃ tho (m.), acā̃ thī (f.)       | āīus (m.), āīasi (f.) | īndus (m.), īndīas (f.)    |
| Gujarati      | āv-          | āvũ chũ                          | āyvo (m.), āvī (f.)   | āviʃ                       |
| Marathi       | ye-, ā-      | yetõ (m.), yetẽ (f.)             | ālõ (m.), ālẽ (f.)    | yeīn                       |
| Singhalesisch | e-, āv-      | enavā, emi                       | āvā, āmi              | ennam, emi                 |
| Oriya         | ās-          | āsẽ                              | āsili                 | āsibi                      |
| Bengali       | āʃ-          | āʃi                              | āʃlum                 | āʃbo                       |
| Asamiya       | āh-, ɒh-     | āhõ                              | āhilõ                 | āhim                       |
| Nepali        | āu-, ā-      | āũchu                            | āẽ                    | āunechu                    |

### Syntax
Die normale Satzstellung ist in allen Sprachstufen des Indoarischen Subjekt-Objekt-Verb (SOV). Im Sanskrit kann diese Wortfolge noch recht frei variiert werden, in den neuindoarischen Sprachen ist die Wortfolge fester reglementiert. Nur zur besonderen Betonung kann ein Satzglied hinter das Verb gestellt werden. Die indoarischen Sprachen teilen auch die übrigen typologischen Merkmale, die für SOV-Sprachen charakteristisch sind: Sie benutzen Postpositionen statt Präpositionen (z. B. Sanskrit rāmena saha „mit Rama“) und setzen das bestimmende Element vor das bestimmte. Das bedeutet, dass Attribute ihren Bezugswörtern und Nebensätze Hauptsätzen vorangehen. Beispiele für die SOV-Wortstellung mit Interlinearübersetzung:
| maĩ | tum ko | ye     | kitāb | detā   | hū̃  |
| ich | dir    | dieses | Buch  | gebend | bin |

Hindi: „Ich gebe dir dieses Buch.“
| āmi | ei    | āmgula | nūtan | bazār | theke | enechi  |
| ich | diese | Mangos | neu   | Markt | von   | brachte |

Bengali: „Ich brachte diese Mangos vom neuen Markt.“
| guru-varayā        | maṭa | iskōlē-di         | siṃhala       | akuru      | igennuvā |
| Lehrer+Honorificum | mir  | Schule-in-während | singhalesisch | Buchstaben | lehrte   |

Singhalesisch: „Der Lehrer brachte mir, als ich in der Schule war, die singhalesische Schrift bei.“
Schon im klassischen Sanskrit war die bevorzugte Möglichkeit einen Satz der Vergangenheit auszudrücken, eine Passivkonstruktion mit dem Partizip Perfekt Passiv, bei der die handelnde Person im Instrumental steht (z. B. bālena kanyā dr̥ṣṭā wörtl. „das Mädchen [ist] vom Jungen gesehen“ statt bālaḥ kanyām apaśyat „der Junge sah das Mädchen“). Diese Konstruktion wird auch auf intransitive Verben ausgeweitet (z. B. mayā suptam wörtl. „[es war] von mir geschlafen“ für „ich schlief“). In den neuindoarischen Sprachen hat sich hieraus eine ergativähnliche Konstruktion entwickelt. Charakteristisch hierfür ist, dass bei transitiven Sätzen der Vergangenheit das Subjekt eine spezielle Form annimmt, die als Agentiv bezeichnet wird, während es bei intransitiven Verben und bei Gegenwartssätzen in der Grundform steht. Vergleiche folgende Beispielsätze aus dem Hindi:
| laṛka | kitāb | kharīdtā hai |
| Junge | Buch  | kaufend ist  |

„Der Junge kauft das Buch.“
| laṛke ne        | kitāb | kharīdī |
| Junge (Agentiv) | Buch  | gekauft |

„Der Junge kaufte das Buch.“

### Lexik
Die einheimische Grammatik teilt den Wortschatz der modernen indoarischen Sprachen in vier Kategorien, die mit Sanskrit-Namen bezeichnet werden:
- tadbhava („daraus [d. h. aus einem Sanskritwort] entstanden“): Erbwörter aus dem Altindoarischen
- tatsama („dasselbe wie das [d. h. ein Sanskritwort]“): direkte Entlehnungen aus dem Sanskrit
- deśya („lokal“): Wörter ohne Entsprechung im Sanskrit
- videśi („fremd“): Lehnwörter aus außerindischen Sprachen

#### Erbwörter
Den Kern der neuindoarischen Lexik bilden die Tadbhava-Wörter, die auf natürlichem Wege aus dem Altindoarischen über die Zwischenstufe der mittelindoarischen Prakrits entlehnt worden und dabei durch eine Reihe von Lautwandeln in ihrer Gestalt verändert worden sind. So geht das Hindi-Wort khet („Feld“) über Prakrit khetta auf Sanskrit kṣetra zurück. Manche Wörter wie deva („Gott“) oder nāma („Name“) hatten schon im Altindischen eine so einfache Gestalt, dass sie keiner weiteren Veränderung unterlagen. Tadbhava-Wörter können einen ursprünglich nichtindogermanischen Ursprung haben, denn bereits im Sanskrit sind Entlehnungen aus den dravidischen und Munda-Sprachen vorhanden.
Einige indoarische Wortgleichungen
| Sprache       | Hand  | Zahn  | Ohr   | machen | trinken  | hören      |
| ------------- | ----- | ----- | ----- | ------ | -------- | ---------- |
| Sanskrit      | hasta | danta | karṇa | kar-   | pib-     | śṛn-       |
| Hindi         | hāth  | dā̃t   | kan   | kar-   | pī-      | sun-       |
| Bengali       | hāt   | dā̃t   | kān   | kɔr-   | pi-      | ʃon-       |
| Panjabi       | hatth | dand  | kann  | kar-   | pī-      | suṇ-       |
| Marathi       | hāt   | dāt   | kān   | kar-   | pi-      | aik-       |
| Gujarati      | hāth  | dā̃t   | kān   | kar-   | pī-      | sā̃bhaḷ-    |
| Oriya         | hātɔ  | dāntɔ | kānɔ  | kɔr-   | pi-      | suṇ-       |
| Sindhi        | hathu | ɗandu | kanu  | kar-   | pi-      | suṇ-       |
| Asamiya       | hāt   | dā̃t   | kān   | kɔr-   | pi-      | xun-       |
| Nepali        | hāt   | dā̃t   | kān   | gar-   | piu-     | sun-       |
| Kashmiri      | athɨ  | dād   | kan   | kar-   | co-      | buz        |
| Singhalesisch | ata   | data  | kaṇa  | kara-  | bo-, bī- | aha-, äsu- |
| Romani        | vast  | dand  | kan   | ker-   | pi-      | sun-       |

#### Sanskritismen
Wörter, die in unveränderter Gestalt (oder besser: Schreibweise) direkt aus dem Sanskrit entlehnt worden sind, bezeichnet man als Tatsamas. Die Aussprache kann dabei durchaus abweichen: die Unterscheidung zwischen bestimmten Lauten wie ś und ṣ wird meist nicht mehr gewahrt, in Hindi und Marathi fällt das kurze a am Wortende oft aus, im Bengali werden Konsonantenverbindungen assimiliert. So wird das Tatsama ātmahatyā („Selbstmord“) auf Hindi [aːtmʌhʌtjaː], auf Bengali dagegen [ãttohɔtta] ausgesprochen. Im Singhalesischen werden auch aus dem Pali, das als Sprache des buddhistischen Kanons eine ähnlich wichtige Rolle wie das Sanskrit einnimmt, übernommene Wörter zu den Tatsamas gerechnet. Teils sind Doubletten von Tadbhava und Tatsama-Wörtern vorhanden, wobei das Tatsama dann meist eine spezialisiertere Bedeutung hat. So existiert im Hindi neben dem erwähnten Tadbhava khet für ein Feld im konkreten Sinne (d. h. eines, das man pflügen kann) das Tatsama-Wort kṣetra, das ein Feld im übertragenen Sinne (also ein Beschäftigungsfeld o. Ä.) bezeichnet.
In den modernen indoarischen Literatursprachen (außer denen wie Urdu, die dem kulturellen Einfluss des Islam unterliegen) hat die Verwendung von Sanskrit-Wörtern sehr große Ausmaße angenommen. Vor allem im Wortschatz des höheren Registers finden sich viele Sanskritismen, ähnlich wie in den europäischen Sprachen lateinische und griechische Fremdwörter verwendet werden. Nationalistische Kreise fördern die Verwendung von Sanskritwörtern als ein Symbol des politischen Hinduismus und versuchen in der Schriftsprache auch für neuere Begriffe wie „Elektrizität“ Sanskrit-Neologismen zu etablieren. In der Alltagssprache können sich künstliche Sanskrit-Neologismen aber nur schwerlich gegen englische Lehnwörter durchsetzen.

#### Lehnwörter
Zu den Deśya-Wörtern rechnet man Wörter ohne Parallelen im Sanskrit. Hierzu gehören aus altindischen Dialekten ererbte Wörter, die im Sanskrit fehlen, sowie Entlehnungen aus den dravidischen und Munda-Sprachen. Dazu kommen in den neuindoarischen Sprachen in großer Zahl aus außerindischen Sprachen, vor allem dem Persischen, Arabischen, Portugiesischen und Englischen, übernommene Lehnwörter, die die indische Grammatik zur videśi-Kategorie rechnet.
Während der etwa achthundertjährigen islamischen Herrschaft in Nordindien war das Persische die Hofsprache der Oberschicht. So gelangten viele persische und über persische Vermittlung auch arabische Wörter in die indoarischen Sprachen. Für Urdu, die Sprache der indischen Muslime, übernimmt das Persisch-Arabische eine ähnliche Rolle als Quelle für Wörter höherer Stilebenen wie Sanskrit für die mehrheitlich von Hindus gesprochenen Sprachen. Dementsprechend groß ist deren Anteil im Urdu, besonders niedrig ist er naturgemäß in Sprachen wie Nepali, Asamiya oder Singhalesisch, die keinem nachhaltigen islamischen Einfluss ausgesetzt waren.
Einen verhältnismäßig kleinen Anteil unter den Fremdwörtern machen Entlehnungen aus dem Portugiesischen, mit der die indischen Sprachen ab dem 16. Jahrhundert durch europäische Seefahrer in Kontakt kamen. Aus der portugiesischen Sprache wurden Wörter wie chave für „Schlüssel“ (Hindi cābhī, Marathi cāvī), janela für „Fenster“ (Hindi janglā, Bengali jānālā, Singhalesisch janēlaya) oder mestre für „Handwerker“ (Hindi mistrī, Marathi mestrī) übernommen. Äußerst zahlreich sind seit der britischen Kolonialzeit die englischen Lehnwörter. Vor allem moderne Begriffe wie „Hotel“ (hoṭal), „Ticket“ (ṭikaṭ) oder „Fahrrad“ (sāikil, von cycle) wurden aus dem Englischen entnommen.

## Schriften
Die indoarischen Sprachen werden in einer Vielzahl von Schriften geschrieben: verschiedenen indischen Schriften, der persisch-arabischen Schrift und in Einzelfällen der lateinischen Schrift. Dhivehi, die Sprache der Malediven, hat eine gänzlich eigene Schrift, Thaana genannt. Sie wurde im 15. Jahrhundert nach dem Vorbild von arabischen Ziffernzeichen und anderen Elementen geschaffen.

### Indische Schriften

Hinduistisches Mantra auf Sanskrit in Devanagari-Schrift

Die meisten für die indoarischen Sprachen verwendeten Schriften gehören ebenso wie die Schriften Südindiens, Südostasiens und Tibets zur Familie der indischen Schriften, die allesamt von der Brahmi-Schrift abstammen. Die Brahmi-Schrift tritt erstmals im 3. Jahrhundert v. Chr. in den Inschriften Kaiser Ashokas zu Tage. Ihre Ursprünge sind ungeklärt, als wahrscheinlich gilt, dass sie nach dem Vorbild des aramäischen Alphabets geschaffen wurde, während die in Indien populäre These einer Abstammung von der Indusschrift von westlichen Forschern abgelehnt wird. Im Laufe der Zeit spaltete sich die Brahmi-Schrift in zahlreiche regionale Varianten auf, die grafisch teils sehr stark voneinander abweichen. Strukturell sind sie sich aber sehr ähnlich und teilen alle dasselbe Funktionsprinzip. Es handelt sich bei ihnen um eine Zwischenform aus Alphabet und Silbenschrift, sogenannte Abugidas, bei denen jedes Konsonantenzeichen einen inhärenten Vokal a besitzt, der durch diakritische Zeichen modifiziert werden kann. Konsonantenverbindungen werden durch Ligaturen ausgedrückt. Die Reihenfolge der Zeichen ist in den indischen Schriften anders als etwa im lateinischen Alphabet nicht beliebig, sondern spiegelt die Phonologie der indoarischen Sprachen wider. Die Buchstaben werden folgendermaßen angeordnet:
- Vokale (a, ā, i, ī, u, ū, r̥, r̥̄, l̥, e, ai, o, au)
- Plosive und Nasale nach Artikulationsort von hinten nach vorne geordnet
  - Velare (ka, kha, ga, gha, ṅa)
  - Palatale (ca, cha, ja, jha, ña)
  - Retroflexe (ṭa, ṭha, ḍa, ḍha, ṇa)
  - Dentale (ta, tha, da, dha, na)
  - Labiale (pa, pha, ba, bha, ma)
- Halbvokale (ya, ra, la, va)
- Sibilanten und Hauchlaut (śa, ṣa, sa, ha)

Das Zeicheninventar ist in den verschiedenen Schriften im Wesentlichen dasselbe. Manche Schriften kennen ein spezielles Zeichen für das retroflexe ḷ, weitere Sonderzeichen könnten durch einen untergesetzten Punkt geschaffen werden.
Folgende indische Schriften werden für indoarische Sprachen verwendet (als Beispiel ist die erste Konsonantenreihe ka, kha, ga, gha, ṅa angegeben):
| Schrift                | Sprache(n)                                 | Beispiel |
| ---------------------- | ------------------------------------------ | -------- |
| Devanagari             | Hindi, Bihari, Rajasthani, Marathi, Nepali |          |
| Bengalische Schrift    | Bengali, Asamiya, Bishnupriya Manipuri     |          |
| Gurmukhi               | Panjabi                                    |          |
| Gujarati-Schrift       | Gujarati                                   |          |
| Oriya-Schrift          | Oriya                                      |          |
| Singhalesische Schrift | Singhalesisch                              |          |

Sanskrit wurde traditionell in der Schrift der jeweiligen Regionalsprache geschrieben, heute hat sich Devanagari als übliche Schrift für Sanskrit-Texte durchgesetzt. Für manche Sprachen werden parallel mehrere Schriften verwendet: Kashmiri wird in Pakistan in persisch-arabischer Schrift, in Indien in Devanagari geschrieben. Für Panjabi sind sogar drei Schriften im Einsatz: die persisch-arabische in Pakistan, Gurmukhi unter den Sikhs und Devanagari unter den panjabisprachigen Hindus.

### Persisch-Arabische Schrift

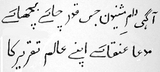
Urdu-Gedicht von Mirza Ghalib im Nastaliq-Duktus

Urdu, die Sprache der indischen Muslime, wird ebenso wie die übrigen in Pakistan verwendeten indoarischen Sprachen (Sindhi, Panjabi, Kashmiri) in der persisch-arabischen Schrift, einer um einige Sonderzeichen erweiterten Version des arabischen Alphabets, geschrieben. Die arabische Schrift eignet sich nicht allzu gut für die Wiedergabe indoarischer Sprachen. Zum einen werden kurze Vokale nicht ausgedrückt und auch bei den langen Vokalen kann etwa nicht zwischen ū, ō und au unterschieden werden. In arabischen Lehnwörtern kommen redundante Buchstaben vor, die gleich ausgesprochen werden (z. B. Sin, Sad und Tha alle als s). Für andere Laute, die in den indoarischen Sprachen vorkommen, existieren in der arabischen Schrift aber keine Zeichen, so dass diese mithilfe von diakritischen Zeichen neu geschaffen werden mussten (z. B. ٹ ṭ, ڈ ḍ und ڑ ṛ für die retroflexen Laute im Urdu). Bei der Bildung dieser Sonderzeichen weisen die Alphabete von Urdu und Sindhi Unterschiede auf (so sind die Retroflexe in Sindhi ٽ ṭ, ڊ ḍ und ڙ ṛ), während sich Panjabi und Kashmiri an der Urdu-Orthografie orientieren. Auch verwendet Sindhi für die aspirierten Konsonanten eigene Sonderzeichen, während sie im Urdu durch die Kombination des nichtaspirierten Konsonanten und h ausgedrückt werden (z. B. Sindhi ٿ und Urdu ته für th). Weiterhin unterscheidet sich Urdu durch die Verwendung des geschwungenen Nastaliq-Duktus von Sindhi, das man vorzugsweise im simpleren Naskhi schreibt.

### Lateinische Schrift
Die einzigen indoarischen Sprachen, die regulär in lateinischer Schrift geschrieben werden, sind Konkani und Romani. Für Konkani, die Sprache Goas, wurde im 16. Jahrhundert eine Orthografie auf Grundlage des Portugiesischen geschaffen. Daneben wird Konkani auch in Devanagari-Schrift geschrieben. Für Kalasha, die bislang illiterate Sprache der Kalasha von Chitral, wird seit neuestem im Schulunterricht das lateinische Alphabet verwendet.
Im wissenschaftlichen Kontext ist die lateinische Transliteration gebräuchlich. Der übliche Standard ist das International Alphabet of Sanskrit Transliteration (IAST). In der Darstellung der Konsonanten orientiert sie sich am Lautwert der Buchstaben im Englischen, deshalb wird z. B. y für [j] geschrieben. Aspirierte Konsonanten werden durch die Digraphen kh, th etc. ausgedrückt. Andere Laute, für die es keinen entsprechenden lateinischen Buchstaben gibt, drückt die IAST-Transliteration durch diakritische Zeichen aus, etwa das Makron zur Kennzeichnung von Langvokalen oder untergesetzte Punkte für retroflexe Laute.

### Allgemein
- Hermann Berger: Die Vielfalt der indischen Sprachen. In: Dietmar Rothermund (Hrsg.): Indien. Kultur, Geschichte, Politik, Wirtschaft, Umwelt. Ein Handbuch. C. H. Beck, München 1995, ISBN 3-406-39661-5, S. 101–110.
- Jules Bloch: Indo-Aryan. From the Vedas to modern times. English edition. Largely revised by the author and translated by Alfred Master. Libraire d'Amérique et d'Orient Arien-Maisonneuve, Paris 1965.
- George Cardona: Indo-Aryan Languages. In: Bernard Comrie (Hrsg.): The Major Languages of South Asia, the Middle East and Africa. Reprint with revisions and additional material. Routledge, London 1990, ISBN 0-415-05772-8, S. 21–30.
- George Cardona, Dhanesh Jain (Hrsg.): The Indo-Aryan Languages (= Routledge Language Family Series. Bd. 2). Routledge, London u. a. 2003, ISBN 0-7007-1130-9.
- Colin P. Masica: The Indo-Aryan Languages. Cambridge University Press, Cambridge u. a. 1991, ISBN 0-521-23420-4.
- Ralph L. Turner: A comparative dictionary of Indo-Aryan languages. Hauptbd. + 2 Supplementbde. Oxford University Press, London u. a. 1962–1985.
- Georgij A. Zograf: Die Sprachen Südasiens. Übersetzt von Erika Klemm. VEB Verlag Enzyklopädie, Leipzig 1982.

### Zur Klassifikation
Allgemein
- Merritt Ruhlen: A Guide to the World's Languages. Band 1: Classification. With a Postscript on recent Developments. Edward Arnold, London u. a. 1991, ISBN 0-7131-6503-0.
- David Dalby: The Linguasphere Register. 2 Bände. Linguasphere Press, Hebron (Wales, UK) 2000, ISBN 0-9532919-0-1.

Indoarisch – in chronologischer Folge
- Frederic Rudolf Hoernle: A Comparative Grammar of the Gaudian Language. With special Reference to the Eastern Hindi. Trübner, London 1880 (Reprint. Philo Press, Amsterdam 1975, ISBN 90-6022-103-6).
- George Abraham Grierson (Hrsg.): Linguistic Survey of India (LSI). Band 1–11. Office of the Superintendent of Government Printing, Kalkutta 1903–1922 (auch Nachdrucke).
- Suniti Kumar Chatterji: The Origin and Development of Bengali Language. 2 Bände. Allen & Unwin, London 1926 (Reprint. Philo Press, Amsterdam 1970).
- George Abraham Grierson: On the Modern Indo-Aryan Vernaculars. British India Press, Bombay 1931–1933.
- Ralph Lilley Turner: Some Problems of Sound Change of Indo-Aryan (= Dr. P. D. Gune Memorial Lectures. Bd. 1, ZDB-ID 2464291-5). University of Poona, Poona 1960.
- Sumitra Mangesh Katre:  Some Problems of Historical Linguistics in Indo-Aryan (= Deccan College Building Centenary and Silver Jubilee Series. Bd. 21, ZDB-ID 1124326-0). Deccan College, Poona 1965.
- Sumitra Mangesh Katre: Language Handbook on Mother Tongue in Census (= Census Centenary Monograph. Nr. 10). Manager of Publications, New Delhi 1972.
- George Cardona: The Indo-Aryan Languages. In: Encyclopedia Britannica. 15. Auflage. 1974.
- Yaron Matras: Romani. A Linguistic Introduction. Cambridge University Press, Cambridge u. a. 2002, ISBN 0-521-63165-3.